# Vierjahreszeitenfries
Der Vierjahreszeitenfries ist ein Flachrelieffries in der Säulenhalle von Schloss Rosenstein in Stuttgart. Auf dem 1826–1828 von Conrad Weitbrecht geschaffenen Fries sind 38 Genreszenen aus dem Landleben im Lauf der Jahreszeiten dargestellt.

## Standort

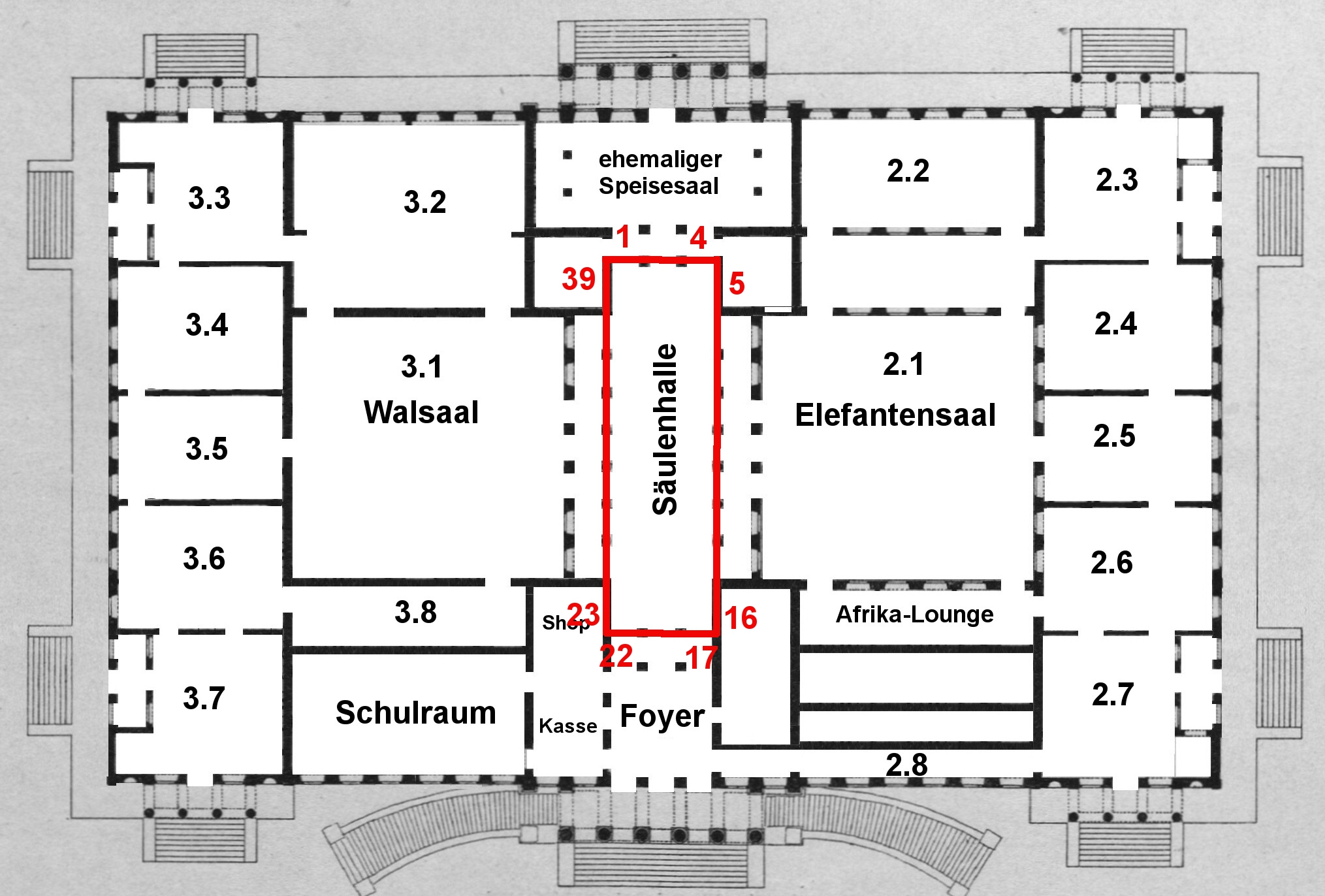
Grundriss des Erdgeschosses von Schloss Rosenstein. – Rote Linie: Lage des Frieses. Rote Zahlen: Nummern der Friesszenen an den Raumecken.

Der Vierjahreszeitenfries ist im Mittelschiff der Säulenhalle (früher: Festsaal) von Schloss Rosenstein in Stuttgart angebracht. Dieser zentrale Raum des Schlosses stößt an den Schmalseiten an das Foyer und den ehemaligen Speisesaal im Mittelflügel. An den Längsseiten wird die Säulenhalle von den beiden ehemaligen Innenhöfen der Außenflügel eingeschlossen, dem heutigen Walsaal und dem Elefantensaal.
Der Architrav stützt sich auf je sechs ionische Säulen, die das Mittelschiff von den Seitenschiffen trennen, und je 2 ionische Säulen an den Schmalseiten. Darüber ist der Vierjahreszeitenfries angebracht. Der fast einen Meter hohe Fries hat eine Gesamtlänge von rund 65 Metern, die sich mit je 25 Meter auf die Längsseiten und je 7,5 Meter auf die Schmalseiten verteilt.

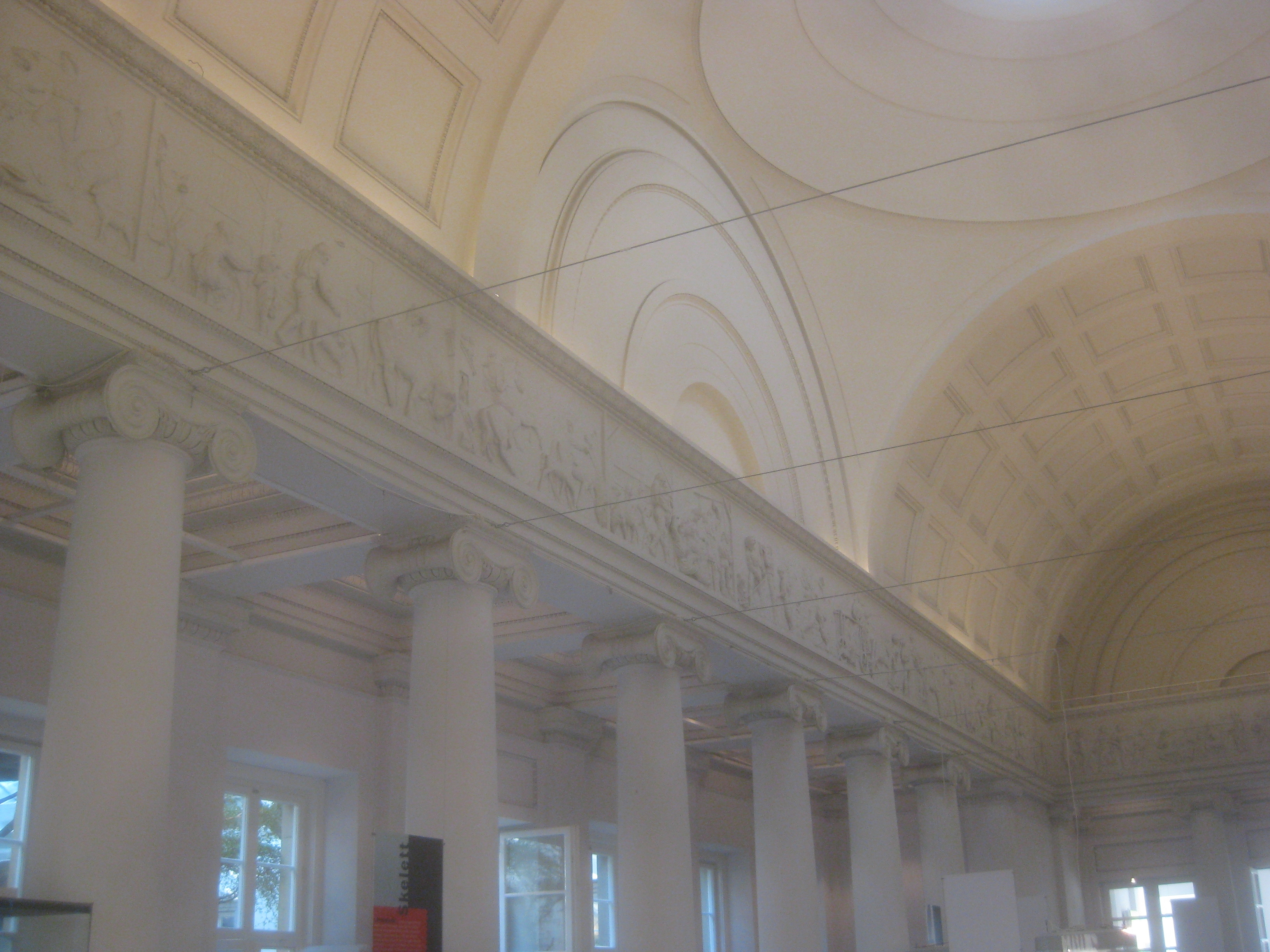
Vierjahreszeitenfries gegenüber dem Elefantensaal und dem Foyer.

## Beschreibung
Conrad Weitbrecht entwarf den in Gips ausgeführten Fries gleichzeitig mit einem Grafikzyklus zwischen 1826 und 1828. Der Fries setzt sich aus 38 Einzelbildern zusammen, die Genreszenen aus dem Landleben im Lauf der Jahreszeiten zeigen. Die lebensnah dargestellten Szenen, in denen etwa 160 menschliche Figuren und 80 Tierzeichnungen vorkommen, entfalten vor dem Betrachter ein Panorama des ländlichen Lebens mit Bildern aus den Bereichen Viehzucht, Viehmarkt, Pferdemarkt, Weinbau, Ackerbau, Obstbau, Gartenbau, Handwerk, Freizeitbeschäftigung, bäuerliche Feste und häusliches Leben.
Der Grafikzyklus besteht aus 70 Blättern. Die Szenen des Frieses stimmen größtenteils in den wesentlichen Bestandteilen mit den entsprechenden Blättern des Grafikzyklus überein. Teilweise wurden im Fries auch Figuren weggelassen, und in einem Fall wurden zwei Blätter des Zyklus zu einer Szene kombiniert.

## Einzelszenen
Die Nummerierung der Einzelszenen des Frieses in der folgenden Galerie beginnt an der Seite des ehemaligen Speisesaals, wobei die Szenen von 1 bis 38 im Uhrzeigersinn durchnummeriert sind. Die Eckpunkte des Frieses sind zur besseren Orientierung in dem Grundriss des Erdgeschosses mit den entsprechenden Nummern versehen. In der Galerie bezeichnen die senkrechten Zwischentitel Speisesaal, Elefantensaal, Foyer bzw. Walsaal die Teilstücke des Frieses, die diesen Räumen benachbart sind.
Der Stuttgarter Bibliothekar und Kunstschriftsteller August Wintterlin merkte 1896 in einem Aufsatz über Conrad Weitbrecht an:
„Für unsere Arbeit ist noch viel mehr zu beklagen, daß wir keine photographische Wiedergabe des ganzen Frieses besitzen.“
Diese Bemerkung gilt für den vorliegenden Artikel unvermindert weiter. Mangels Fotos zeigen wir die Lithografien des Grafikzyklus, die größtenteils mit den Originalentwürfen übereinstimmen und von Weitbrecht ab 1829 ein Jahr nach der Anbringung der Friese veröffentlicht wurden.

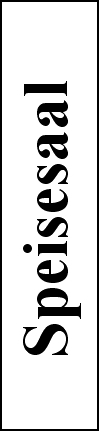
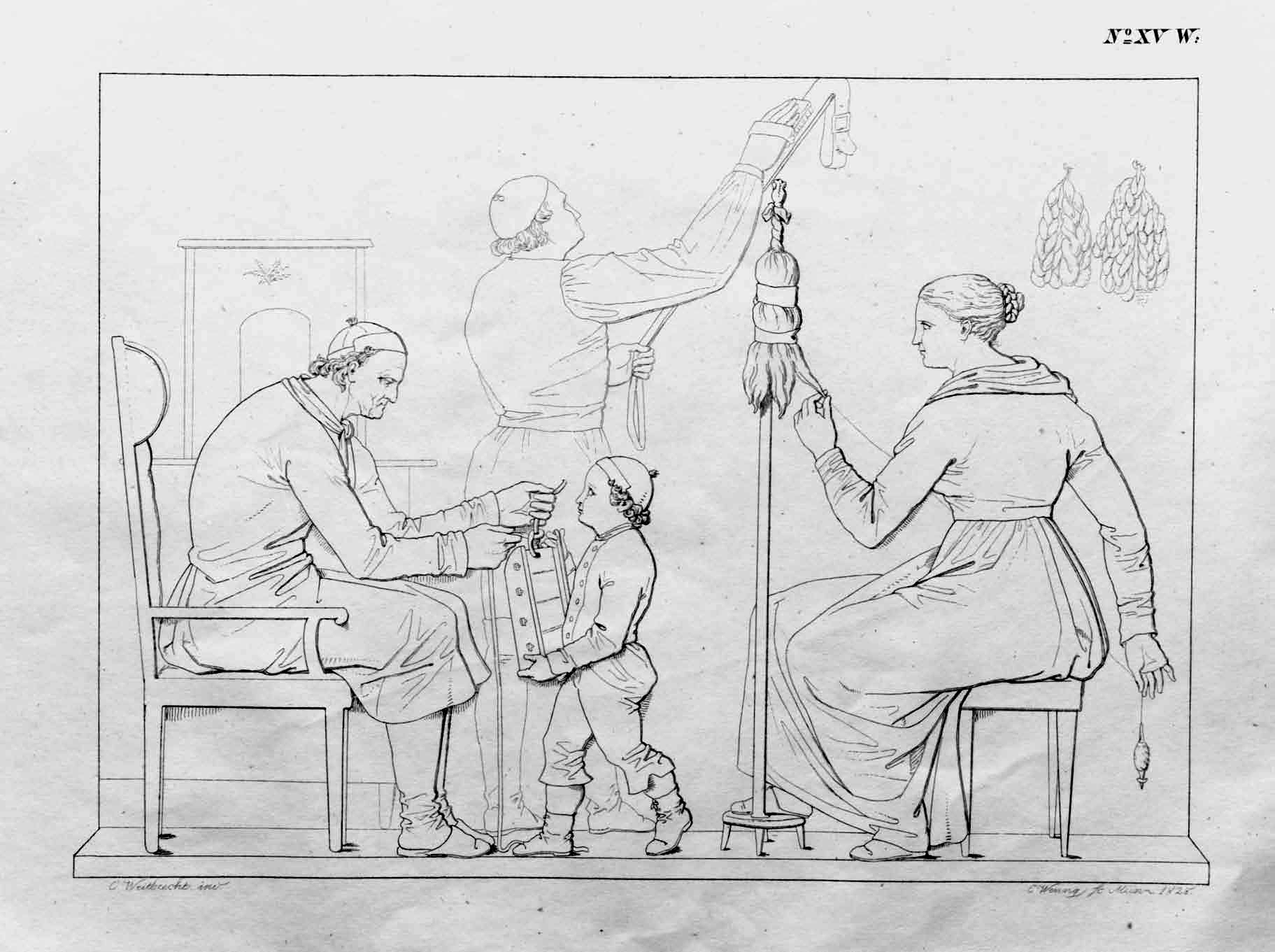
1. Häusliche Winterarbeit (W XV).
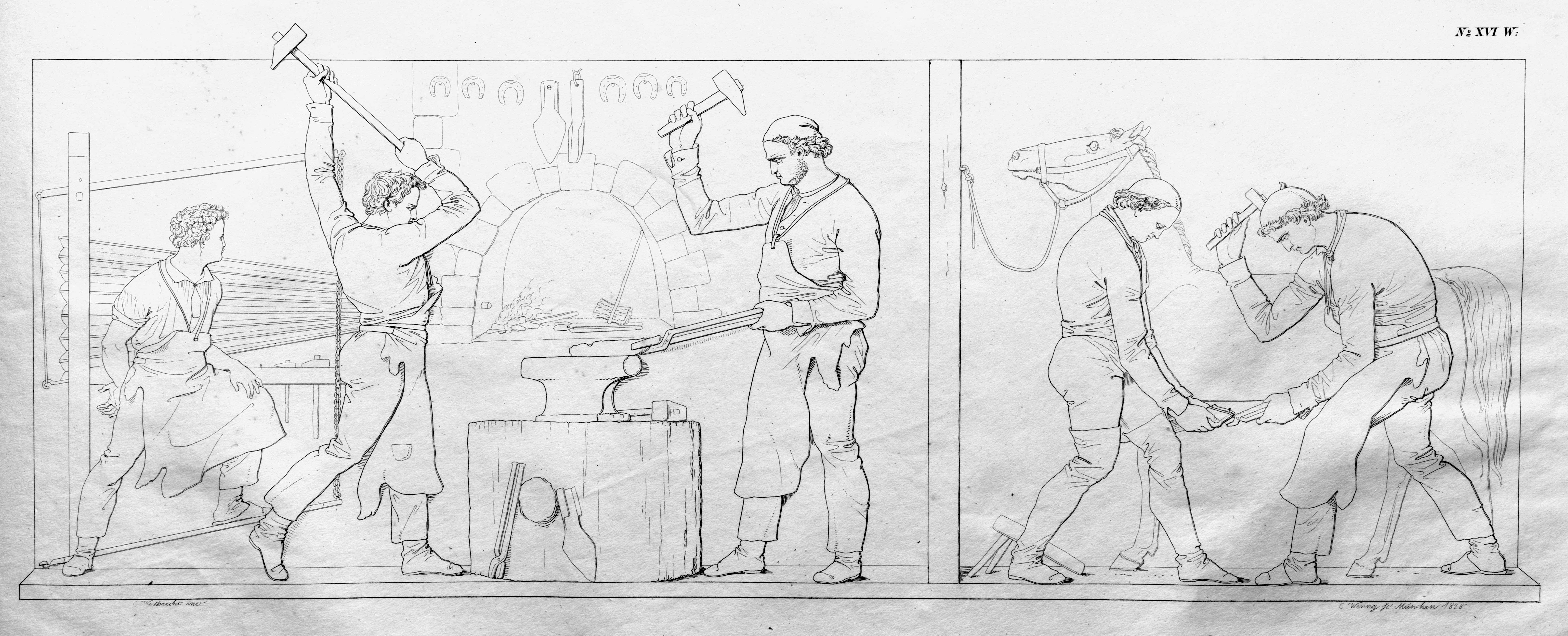
2. In der Schmiede (W XVI).
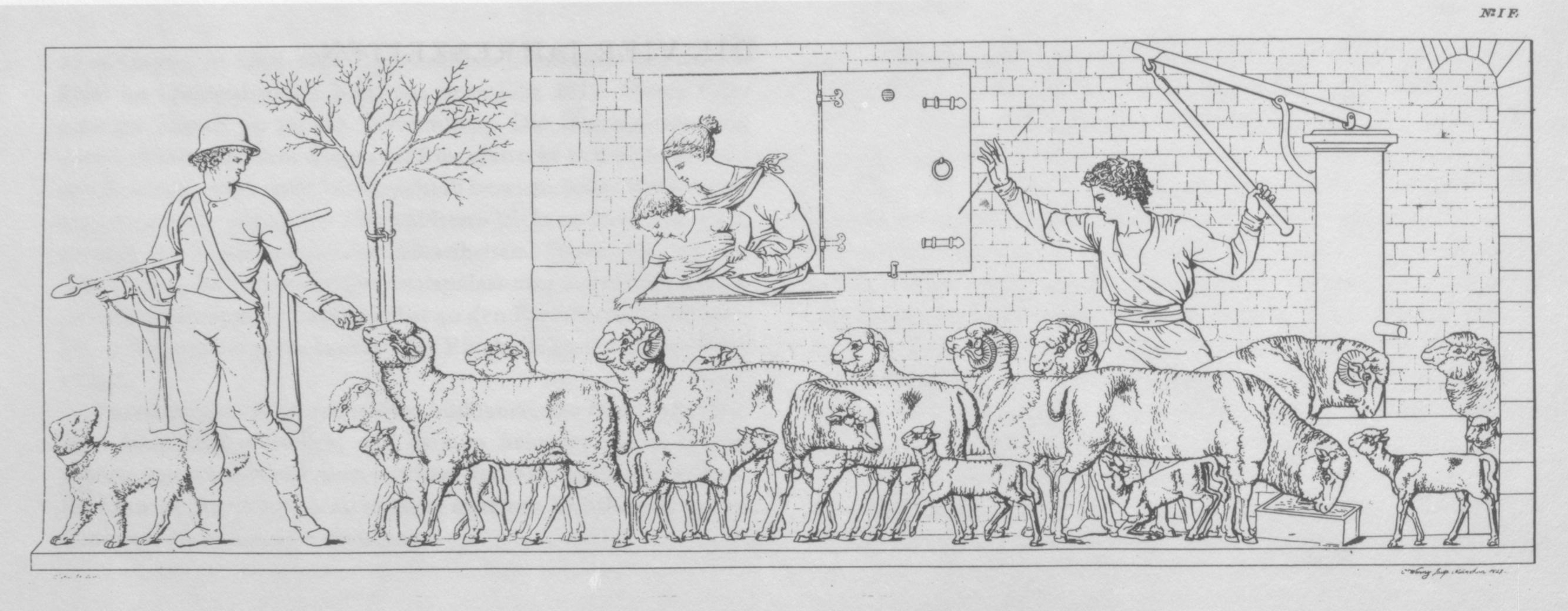
3. Tränken und Austrieb der Schafe (F I).
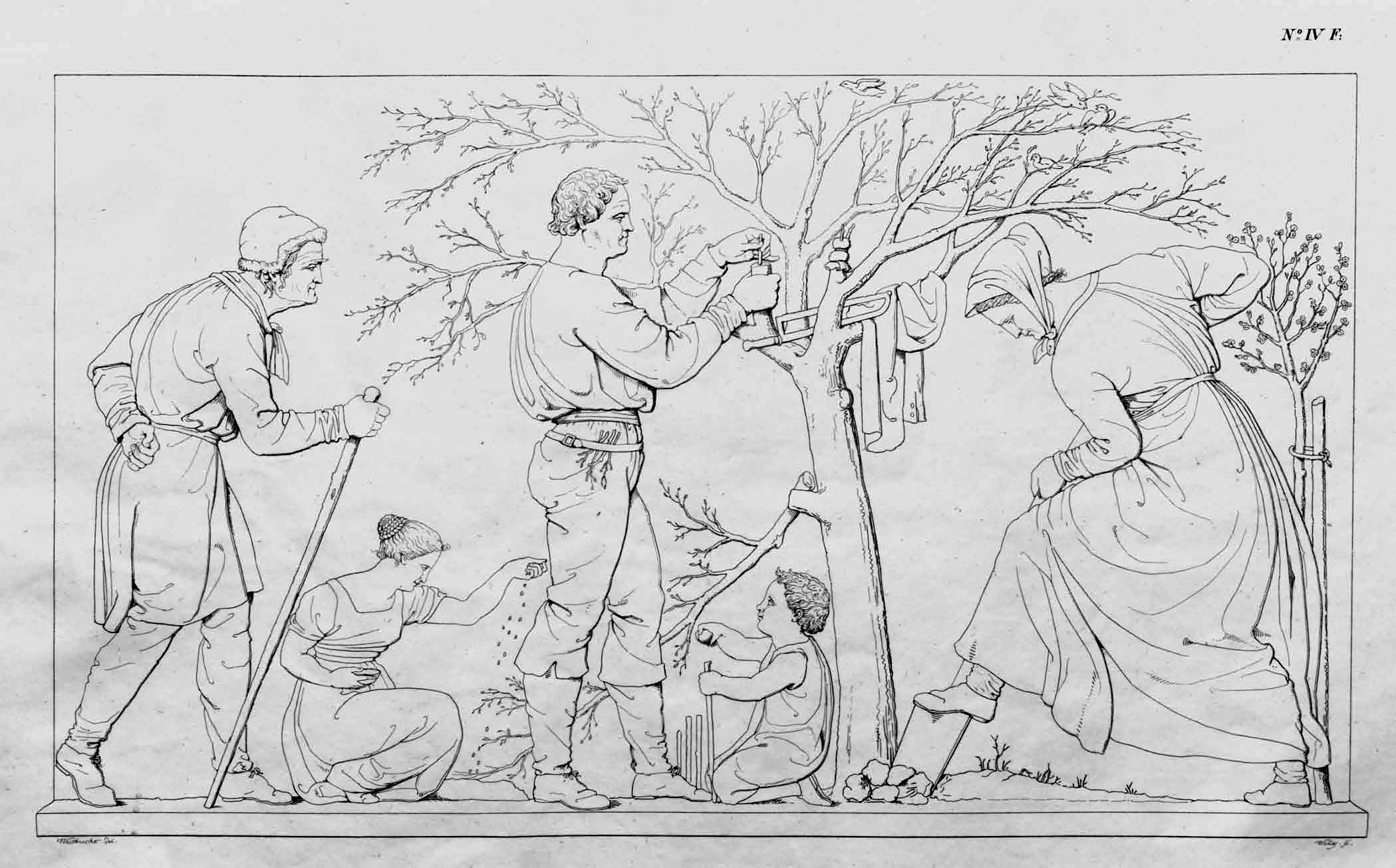
4. Gartenarbeit (F IV).
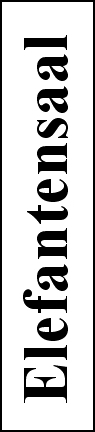
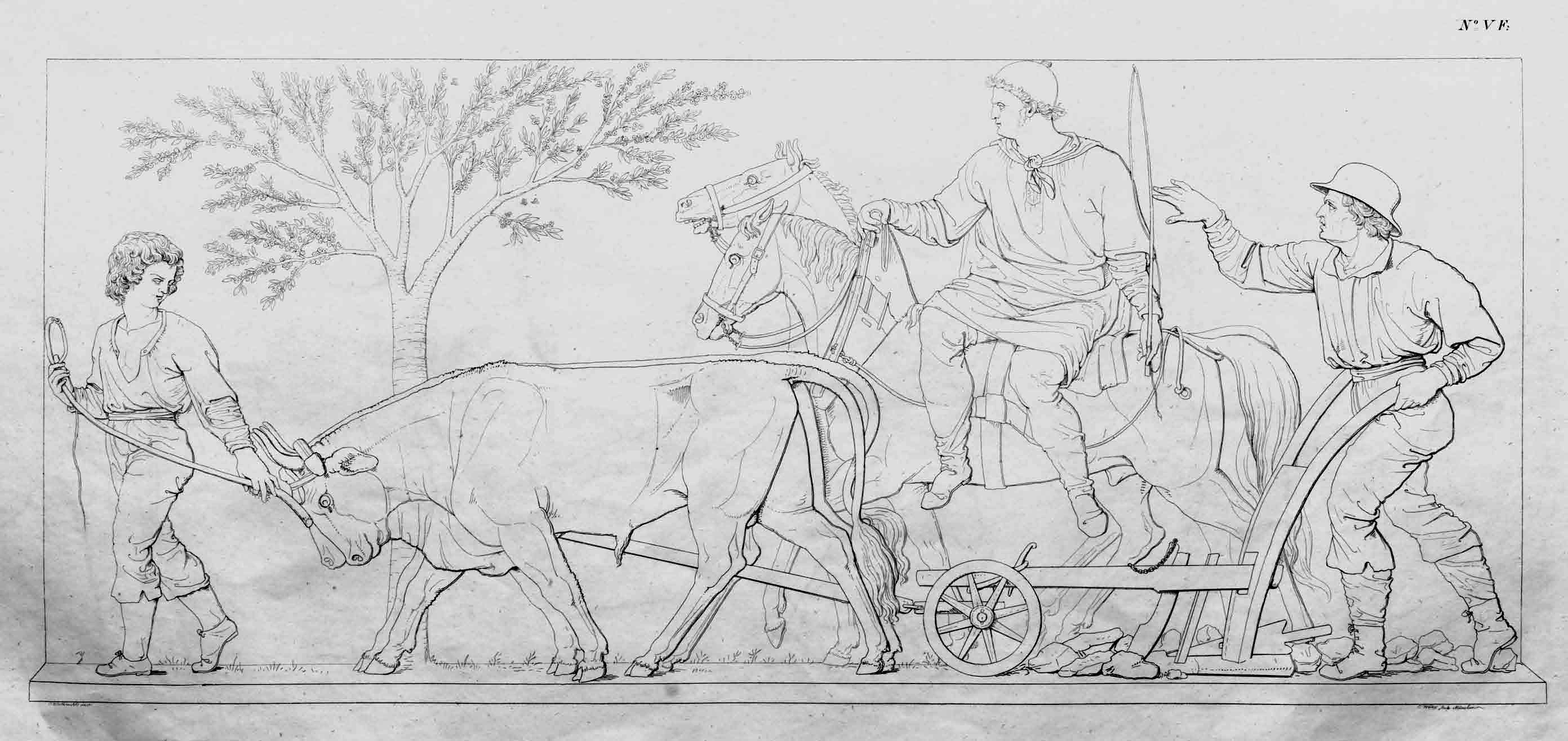
5. Pflügen mit Ochsengespann, Reiter (F V).
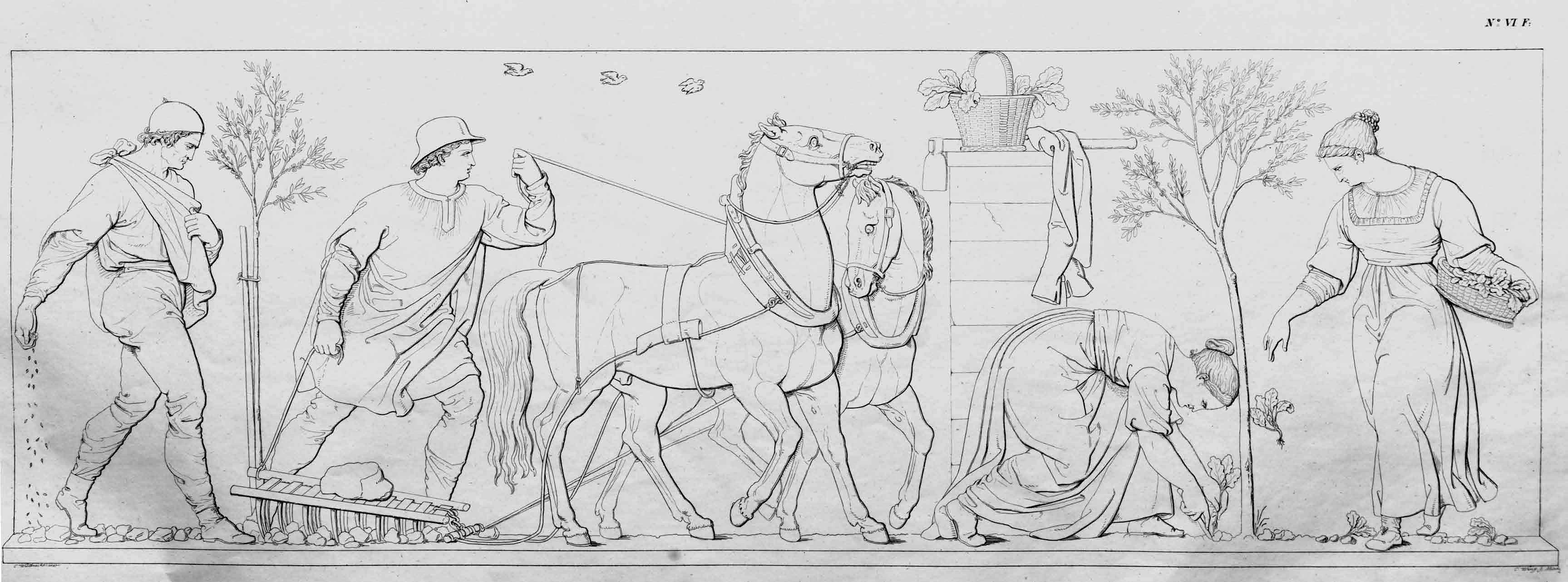
6. Säen, Eggen, Setzen (F VI).
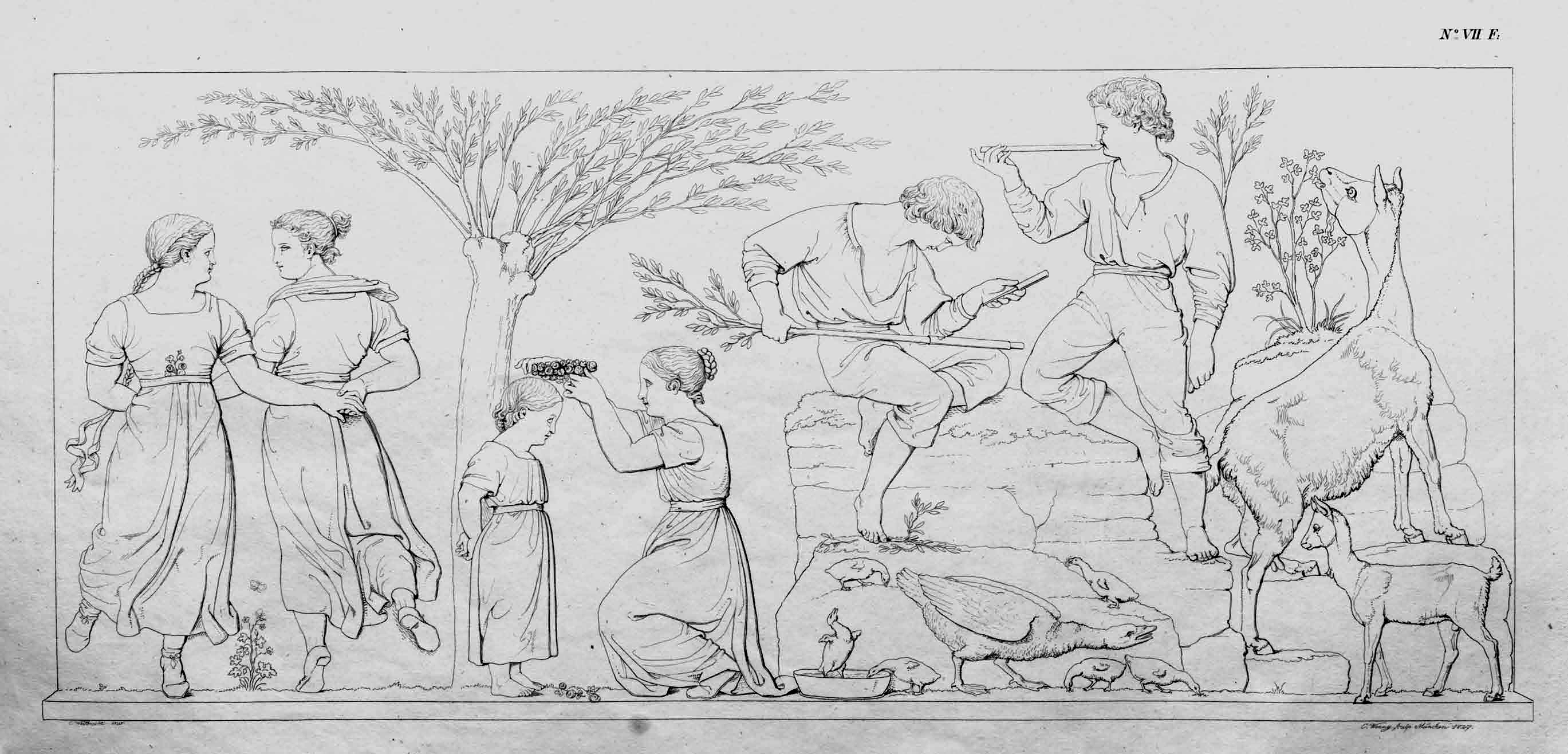
7. Buben beim Hüten von Gänsen und Geißen, tanzende und spielende Mädchen (F VII).
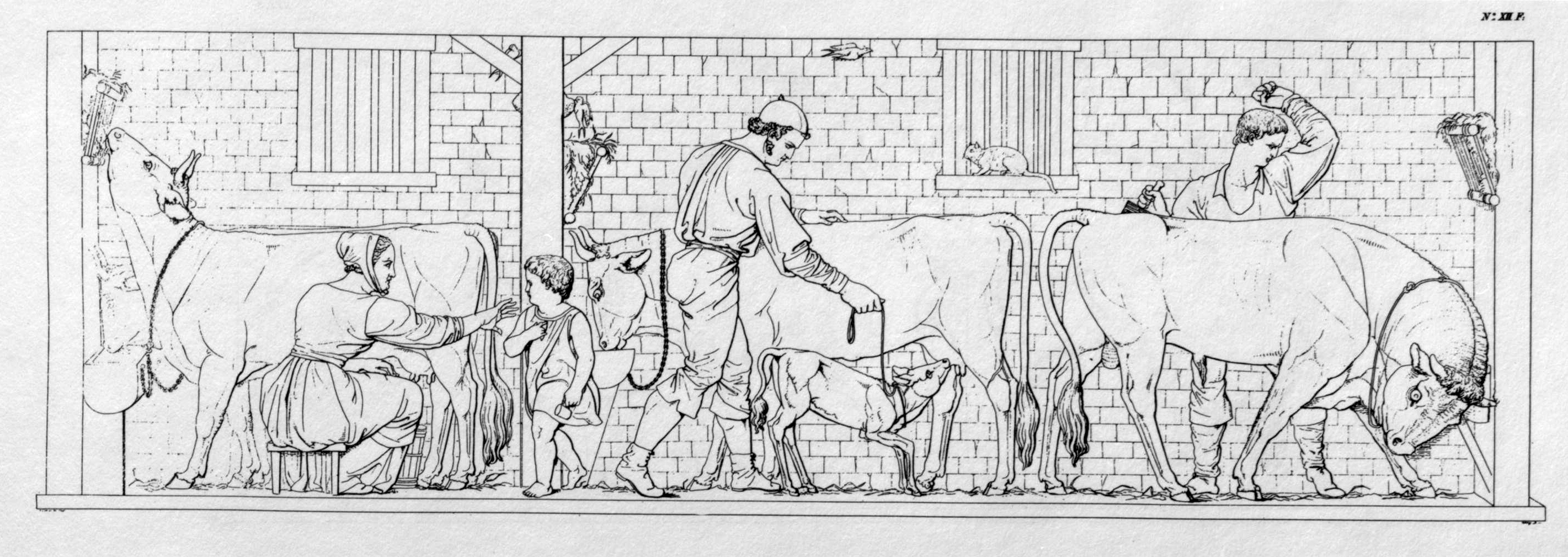
8. Im Viehstall (F XII).
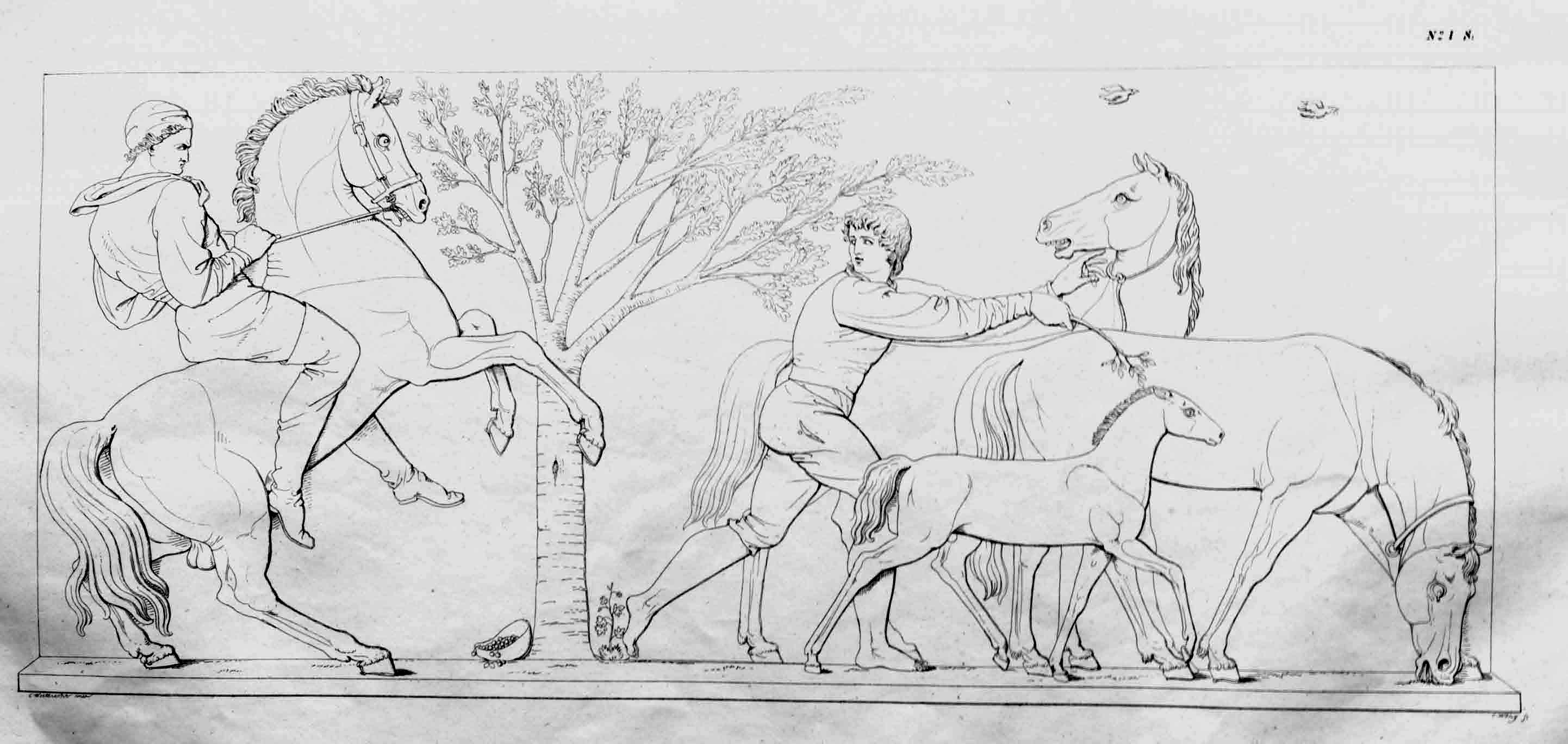
9. Reiter, dessen Hengst vor Stuten mit Füllen steigt (S I).
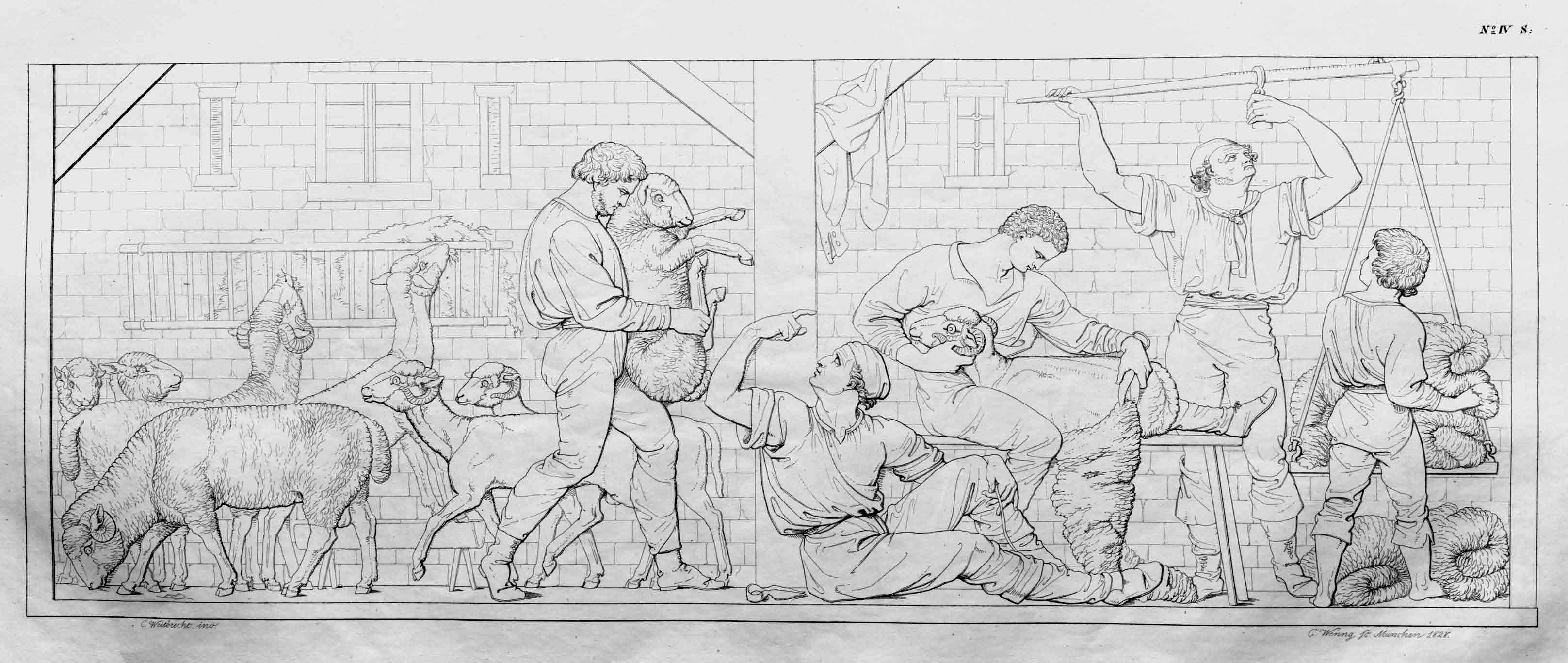
10. Schafschur (S IV).
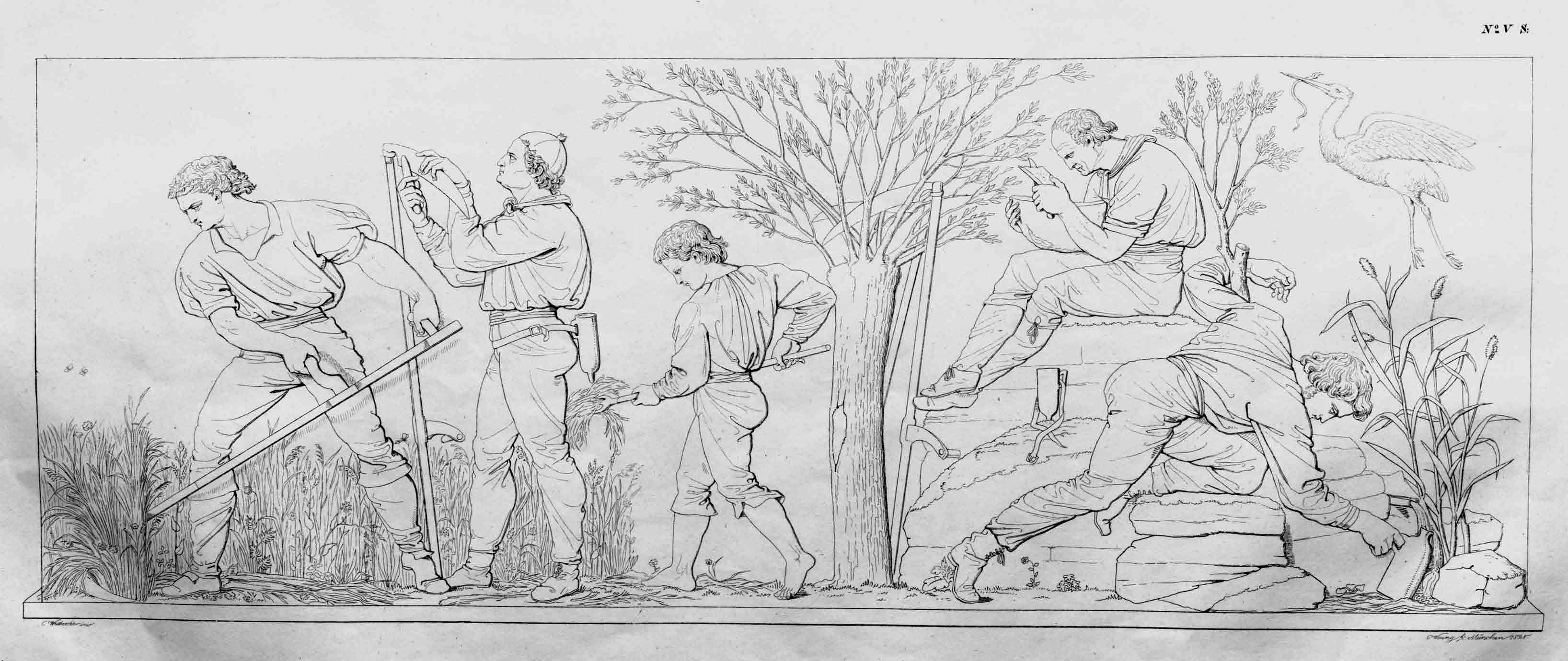
11. Heuet (S V).
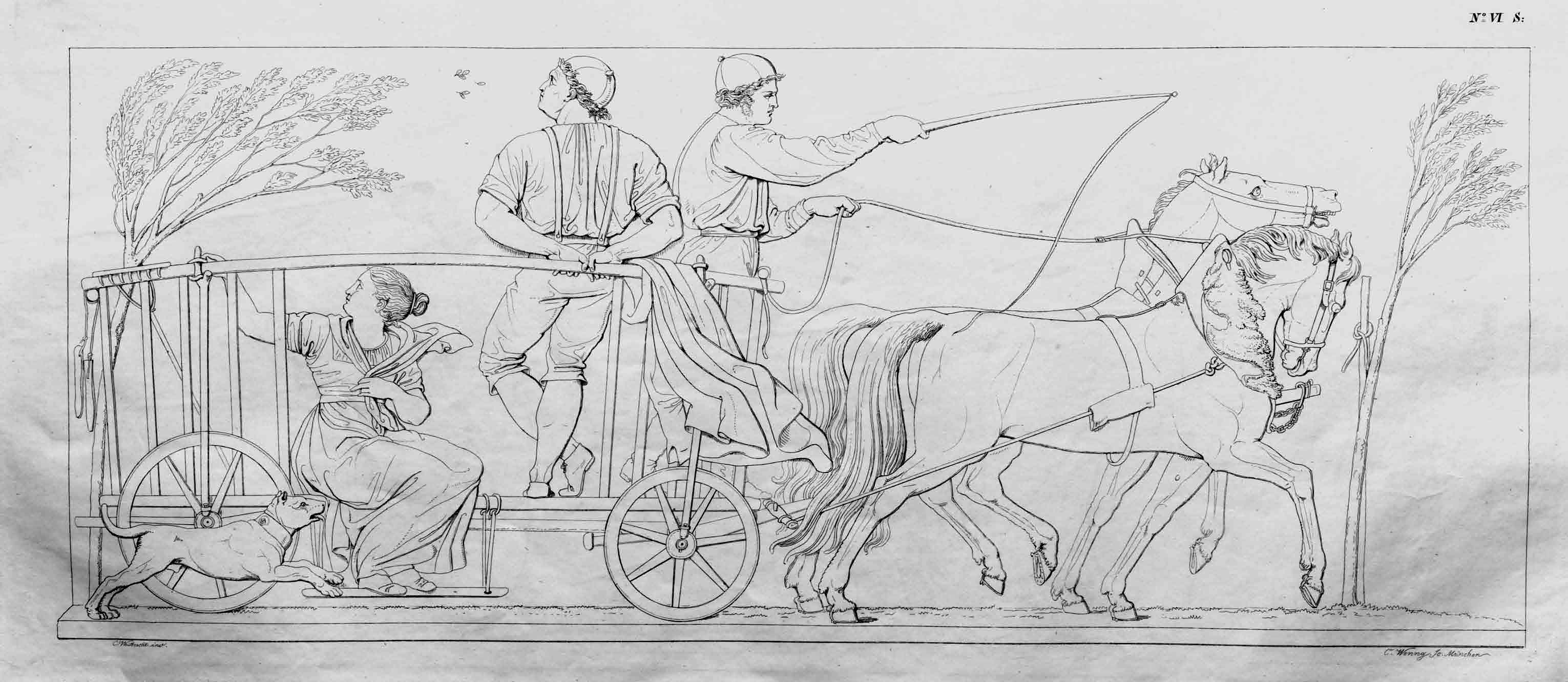
12. Eilige Fahrt zum Heueinbringen(S VI).
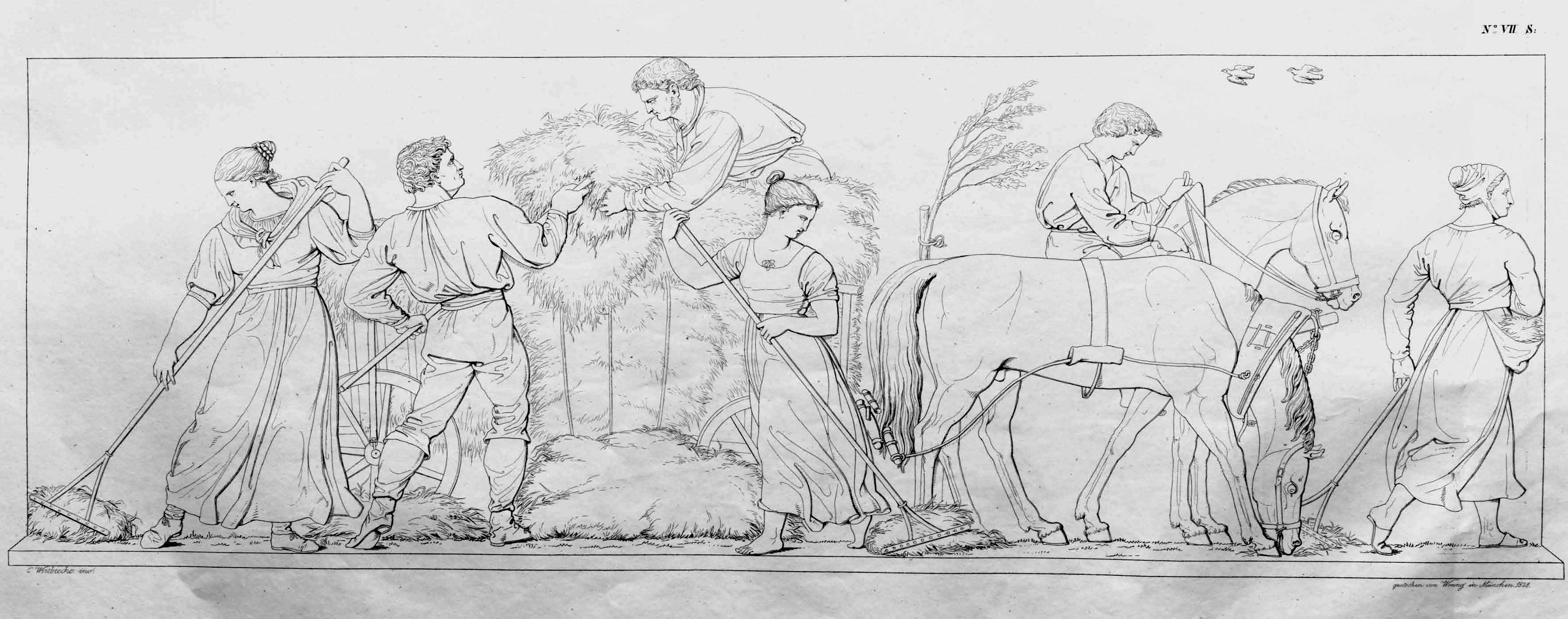
13. Heuaufladen (S VII).
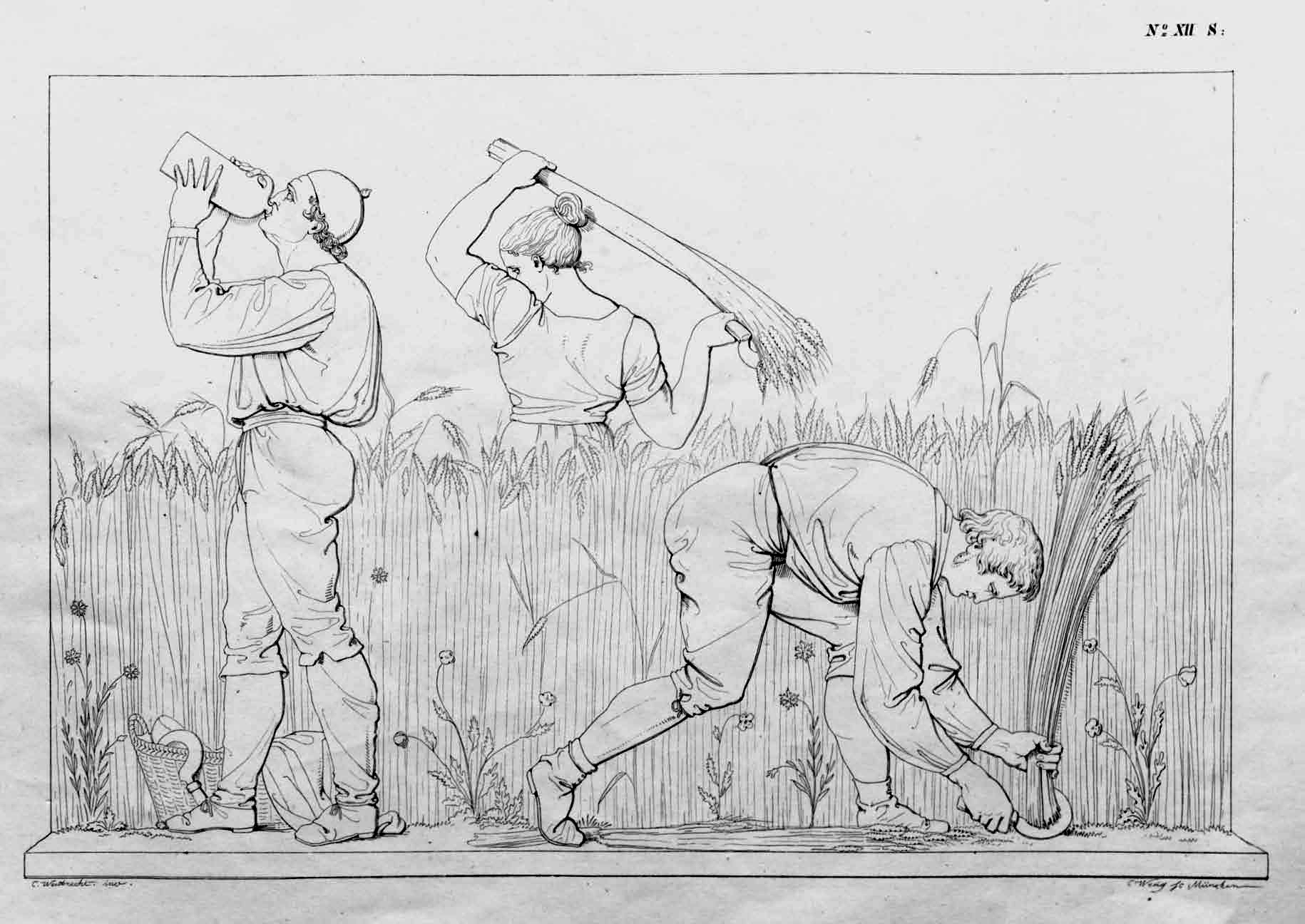
14. Fruchtschneiden (S XII).
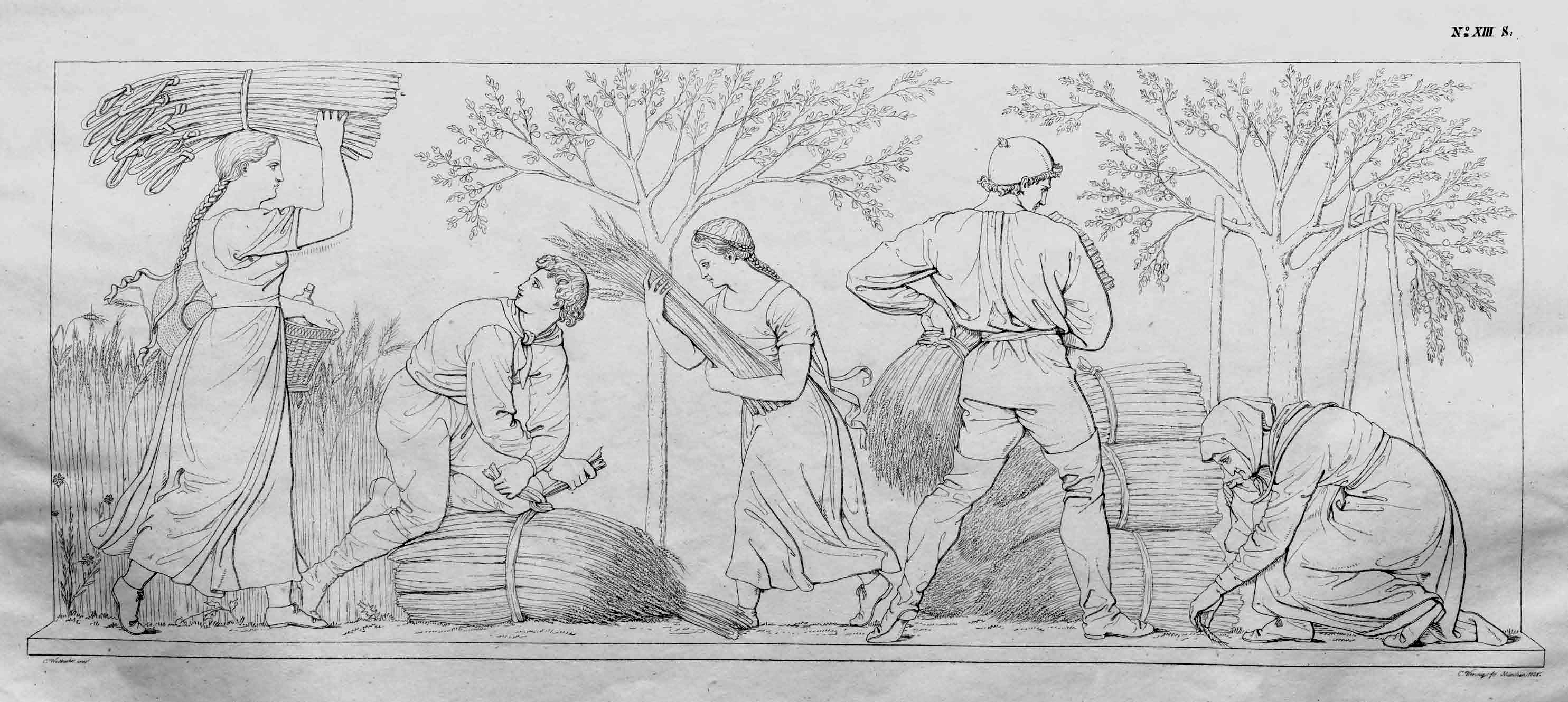
15. Garbenbinden (S XIII).
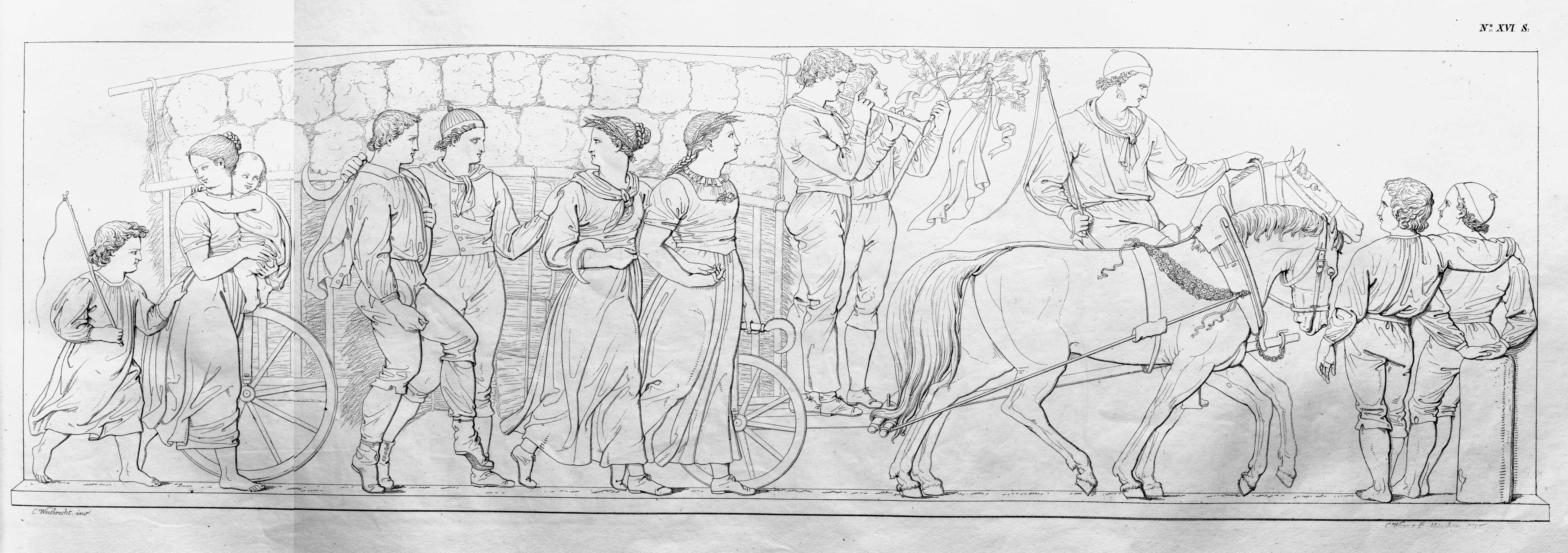
16. Der letzte Erntewagen (S XVI).
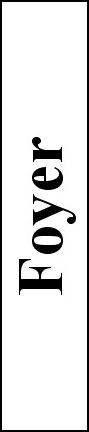
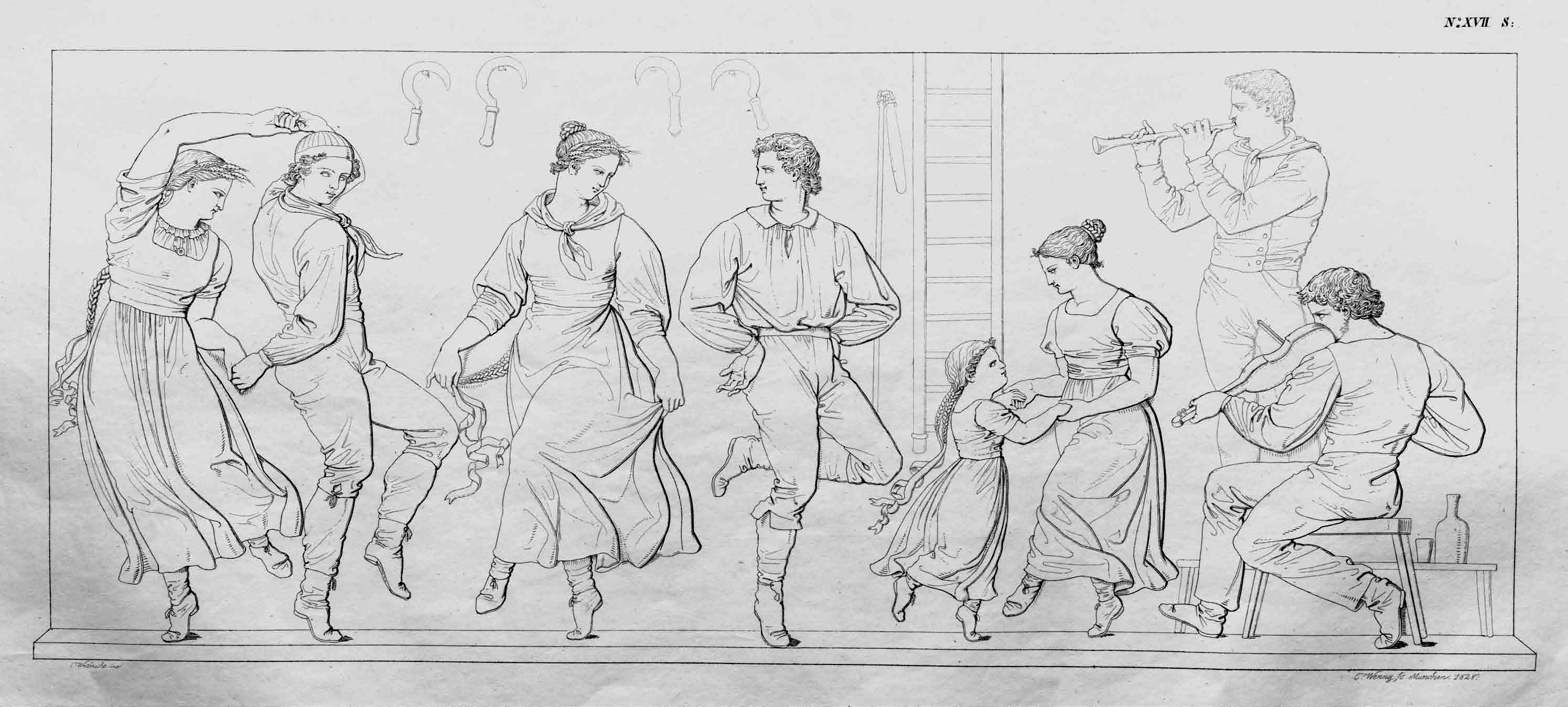
17. Sichelhenke (S XVII).
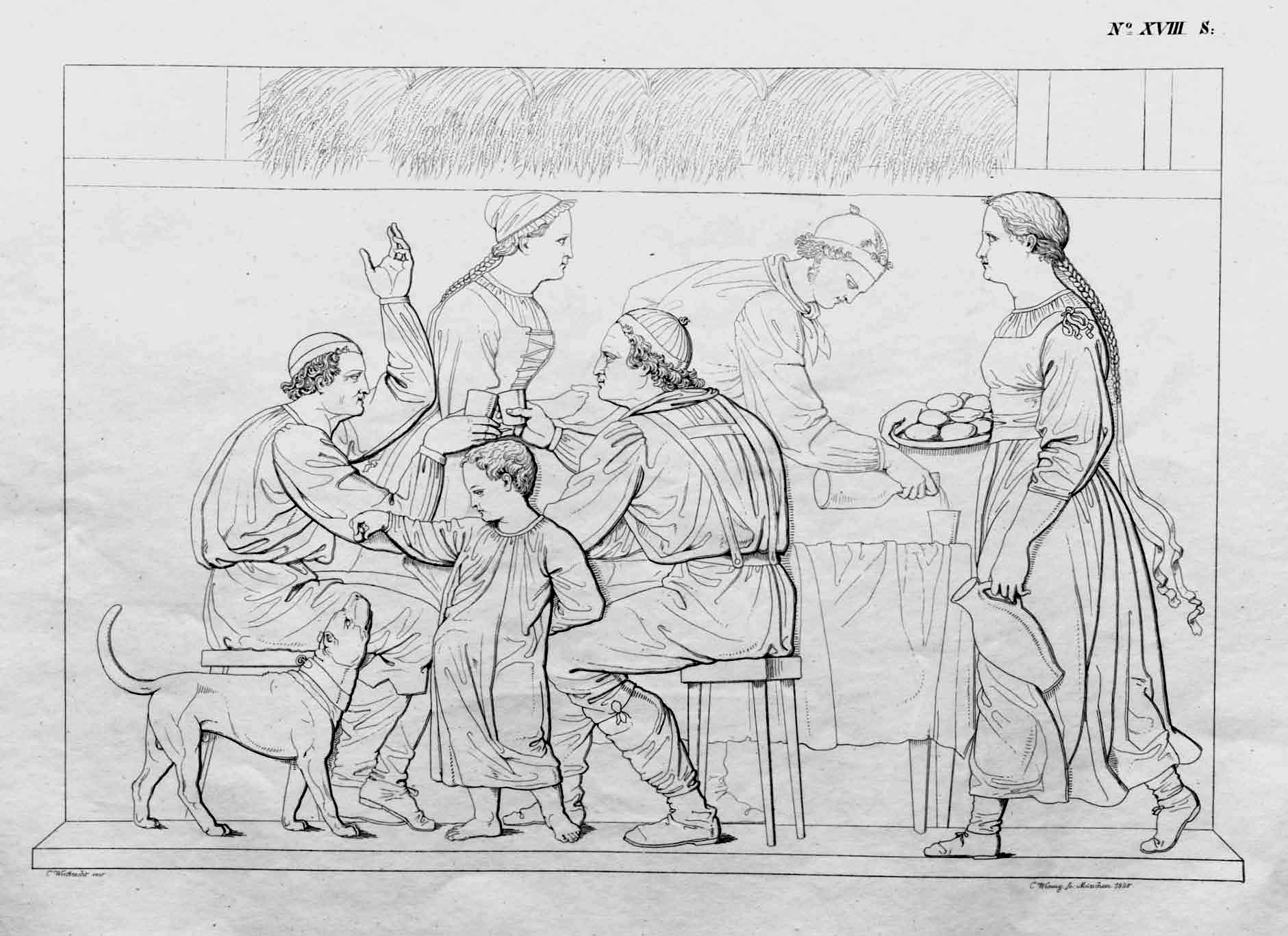
18. Ernteschmaus (S XVIII).
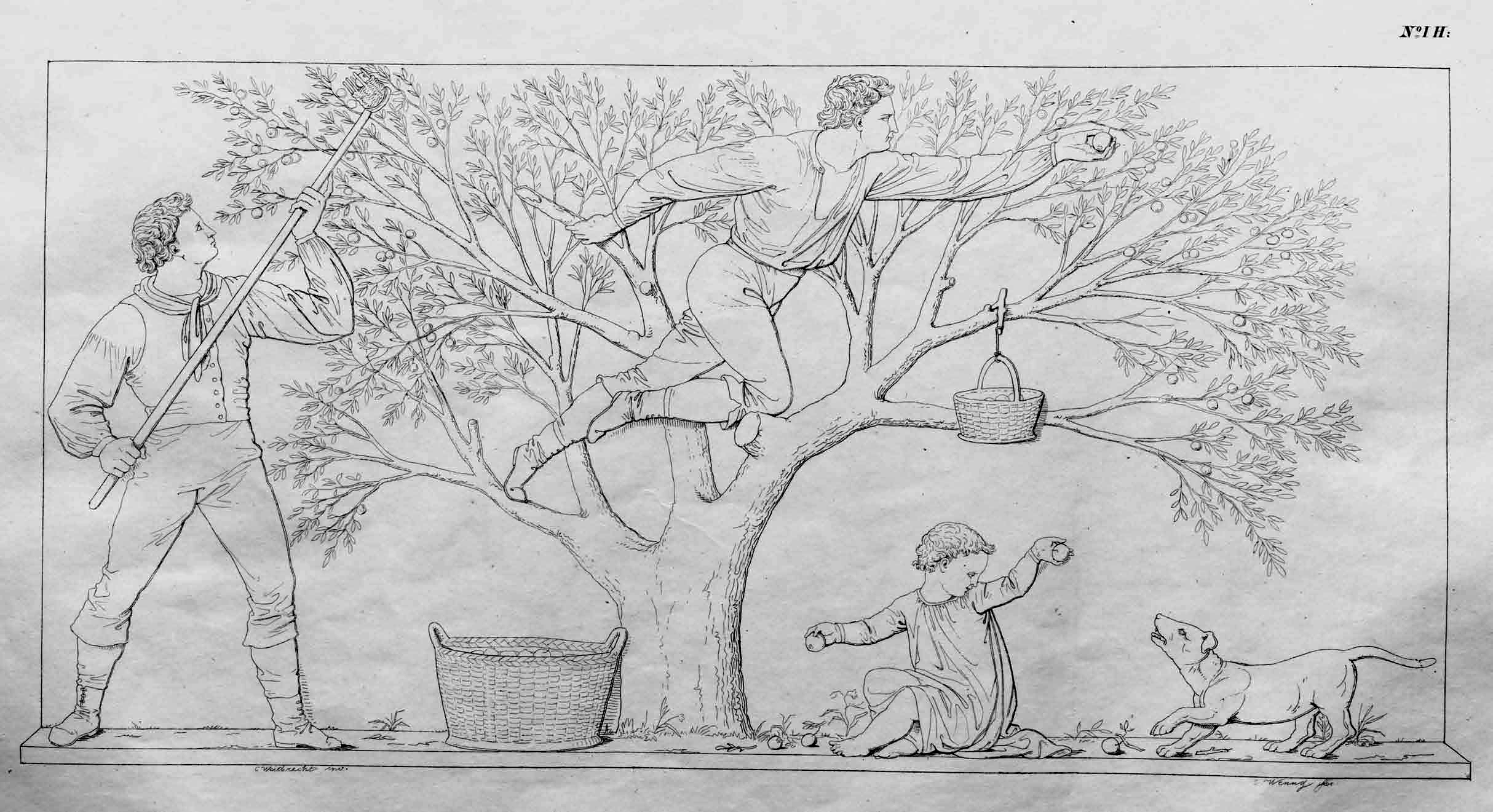
19. Äpfelbrechen (H I).
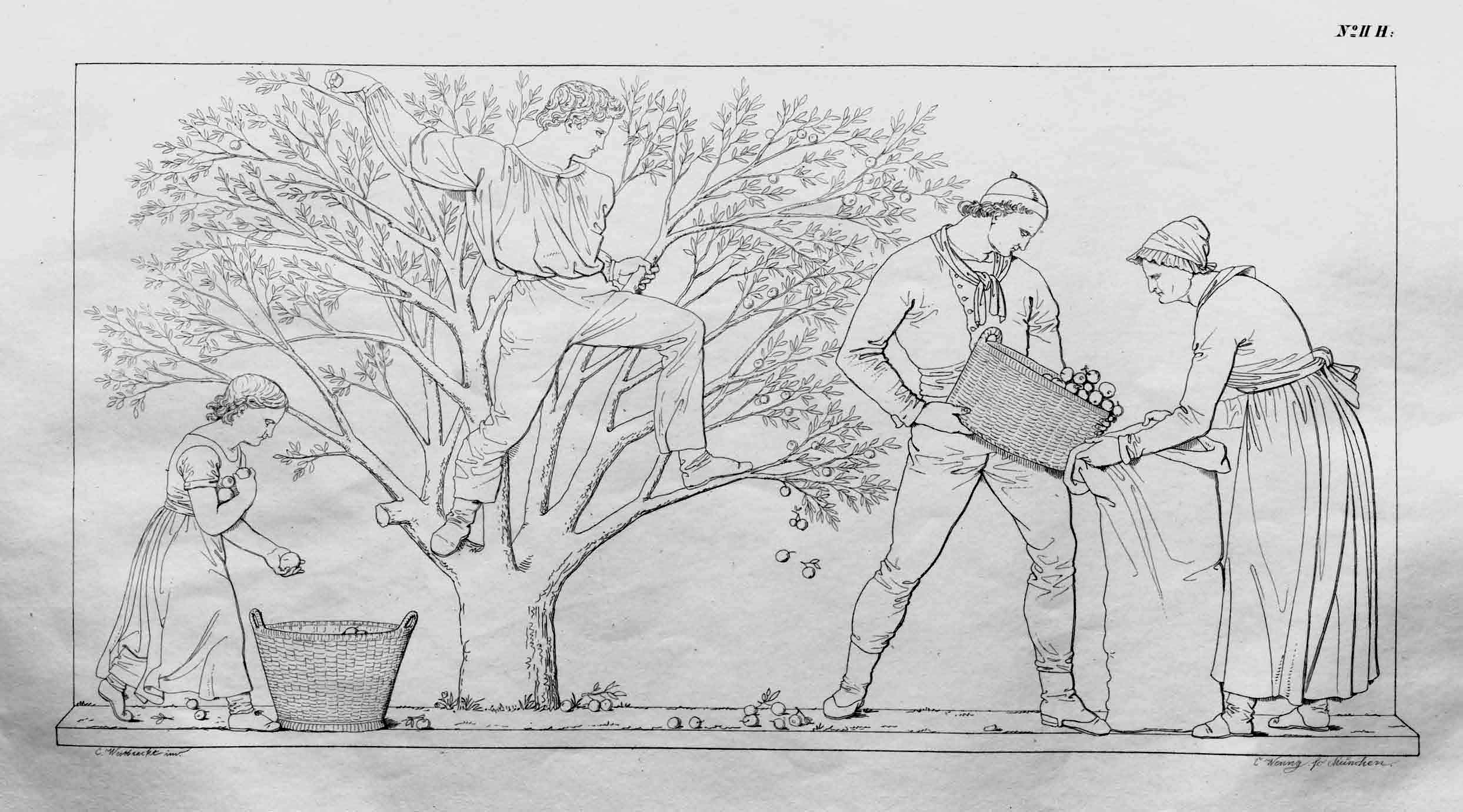
19. Äpfelschütteln (H II).
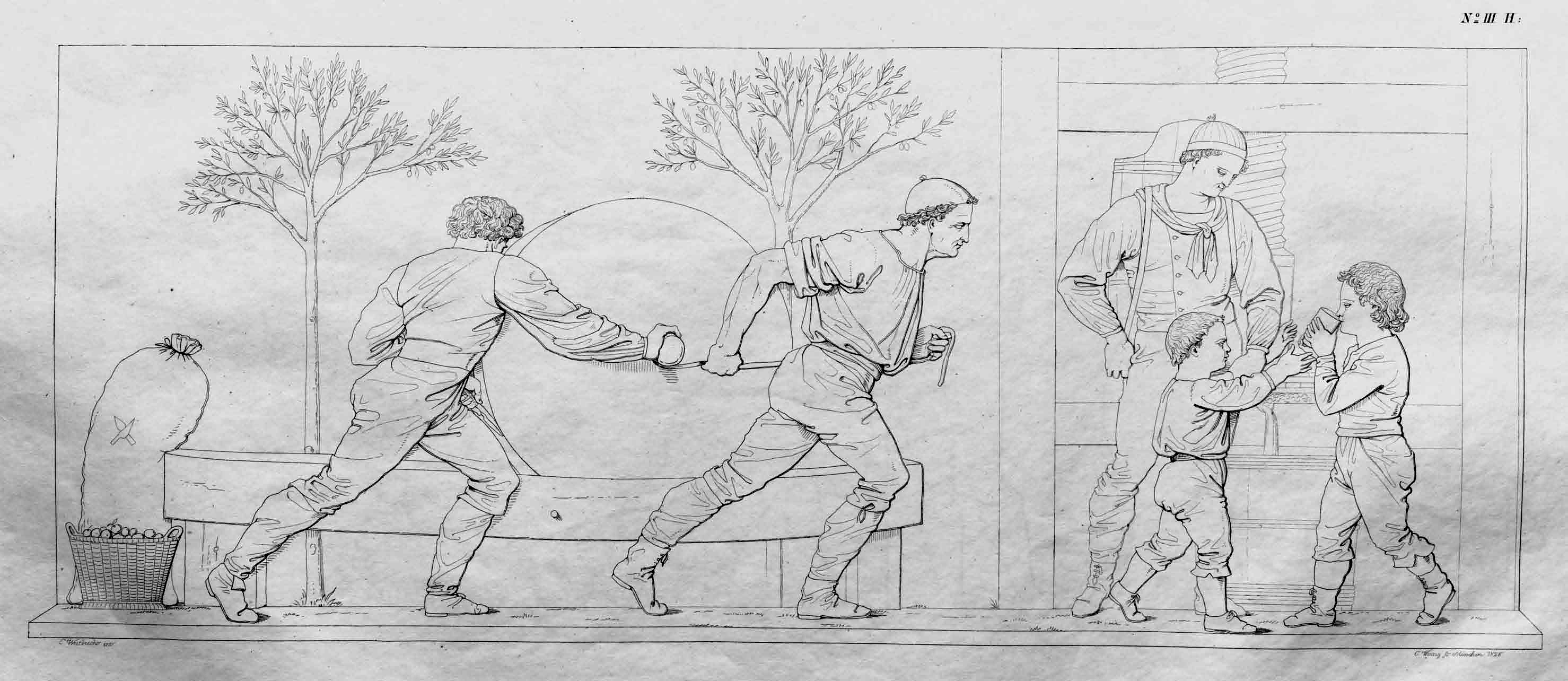
20. Wergeltrog und Mosttrotte (H III).
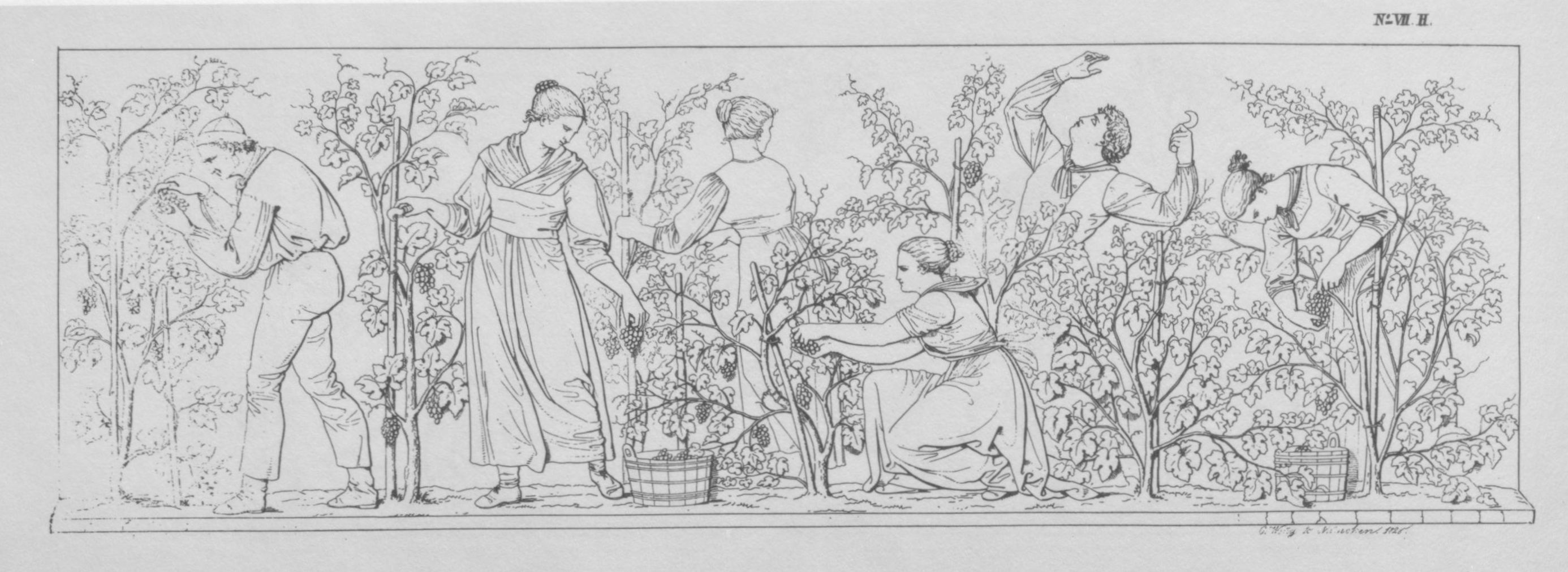
21. Traubenschneiden (H VII).
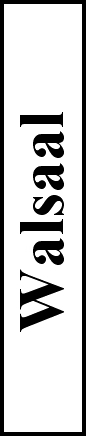
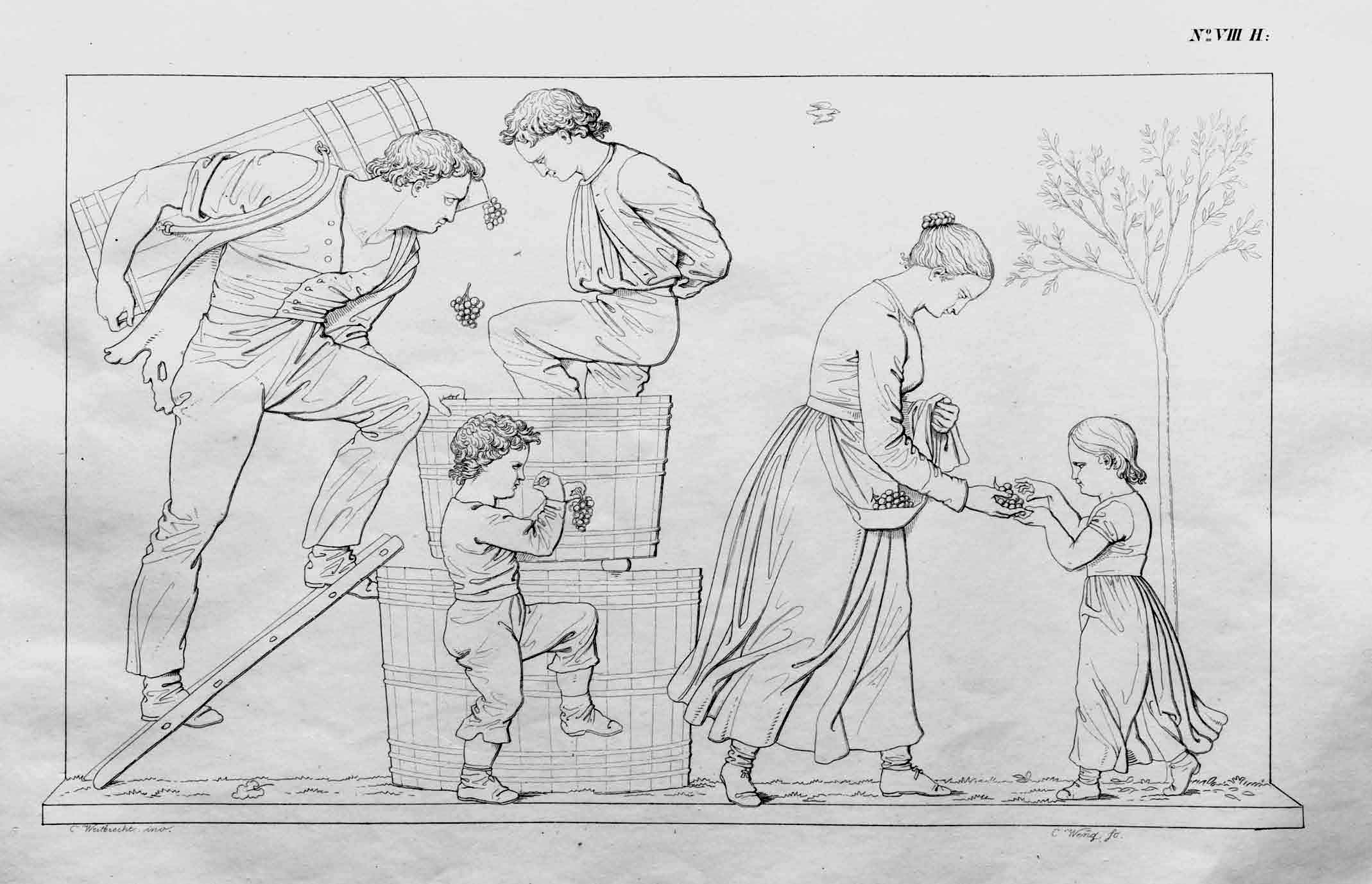
22. Traubentreten (H VIII).
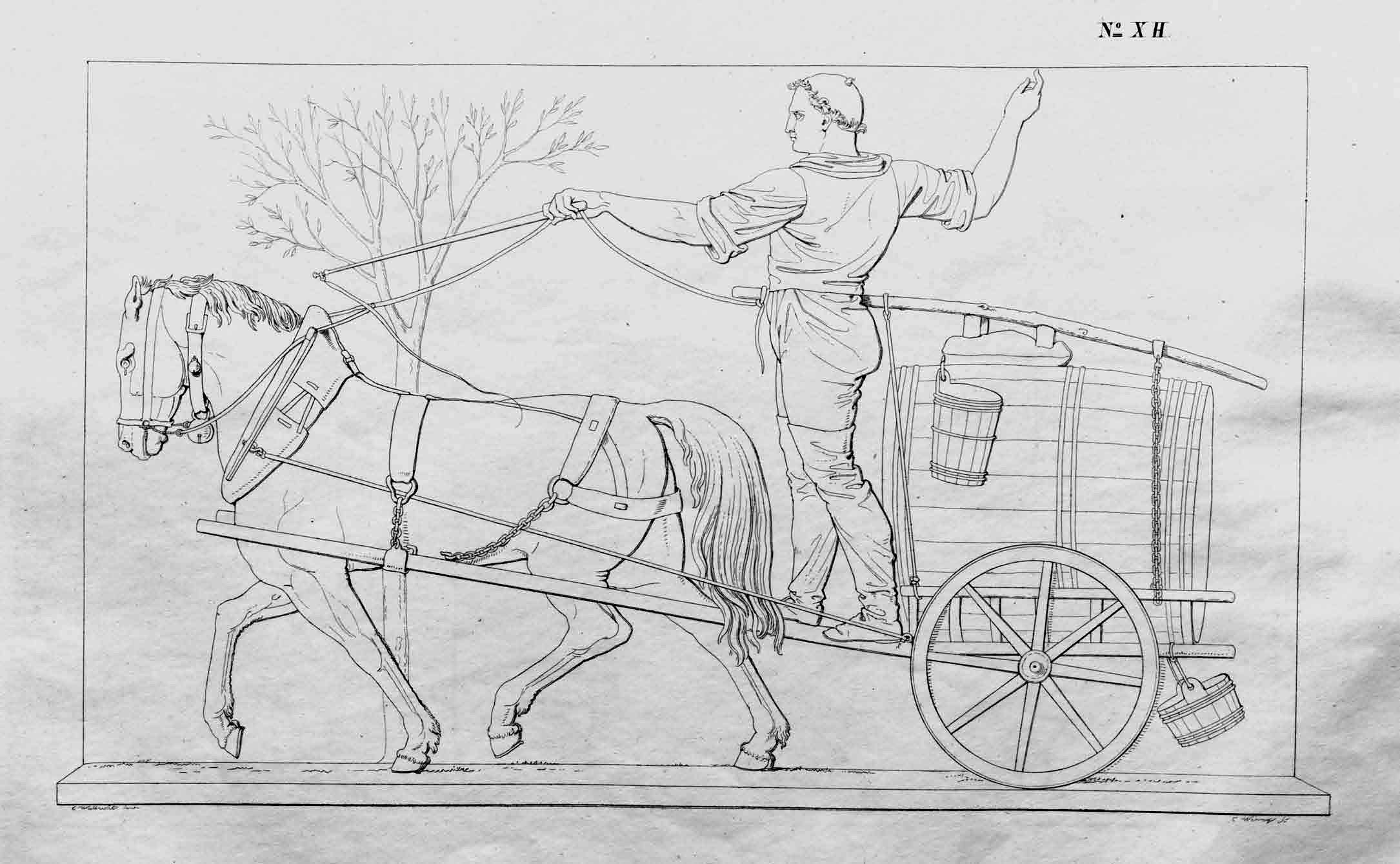
23. Fasswagen mit auf Deichsel stehendem Bauern (H X).
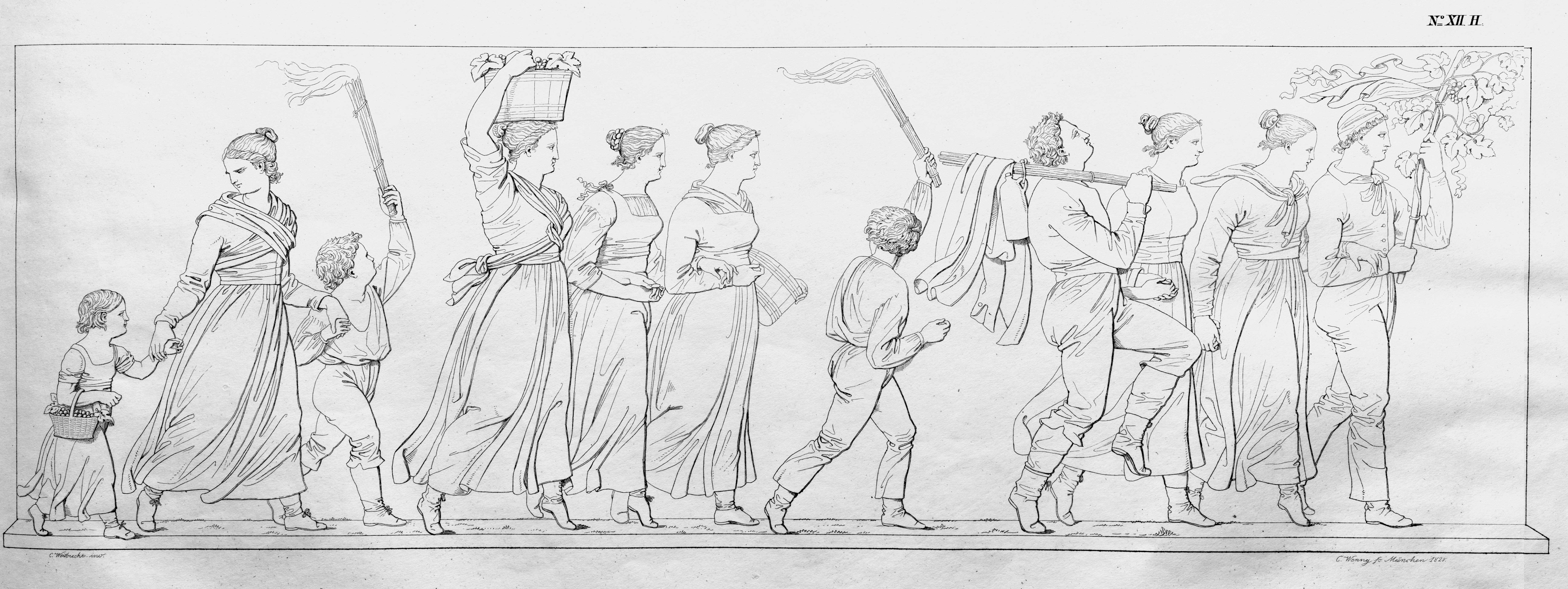
24. Heimkehr aus dem Weinberg I (H XII).
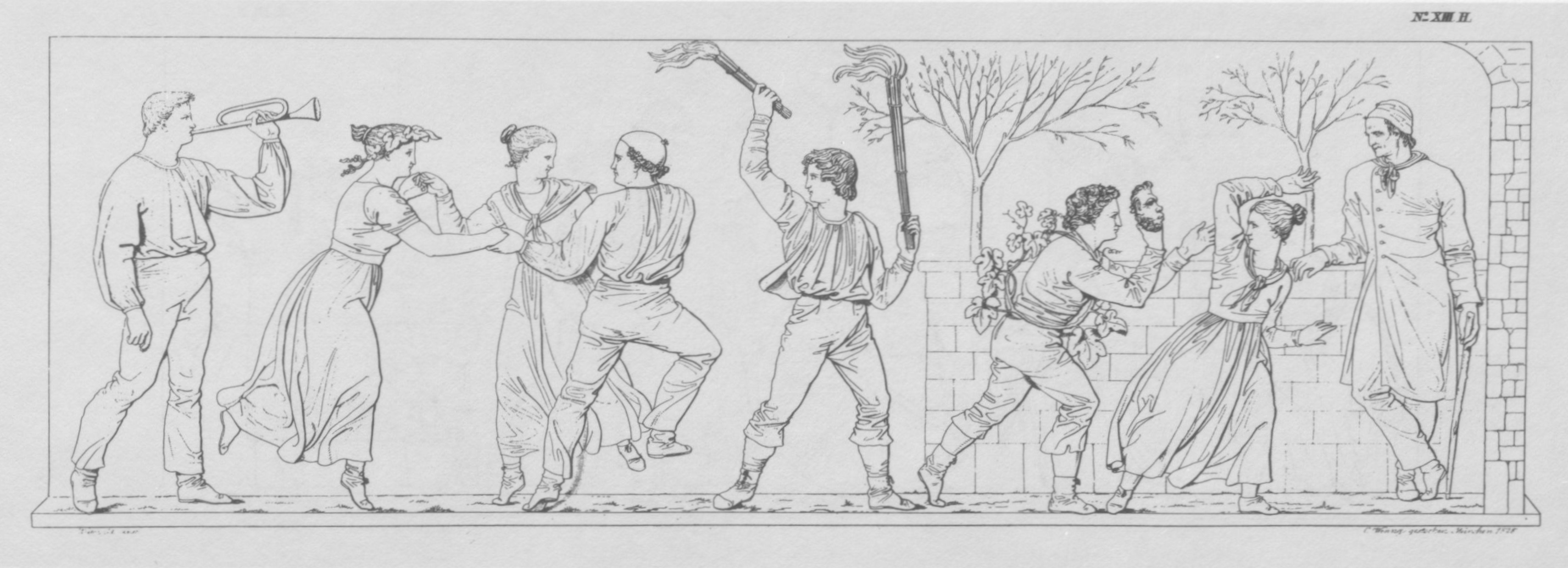
25. Heimkehr aus dem Weinberg II (H XIII).
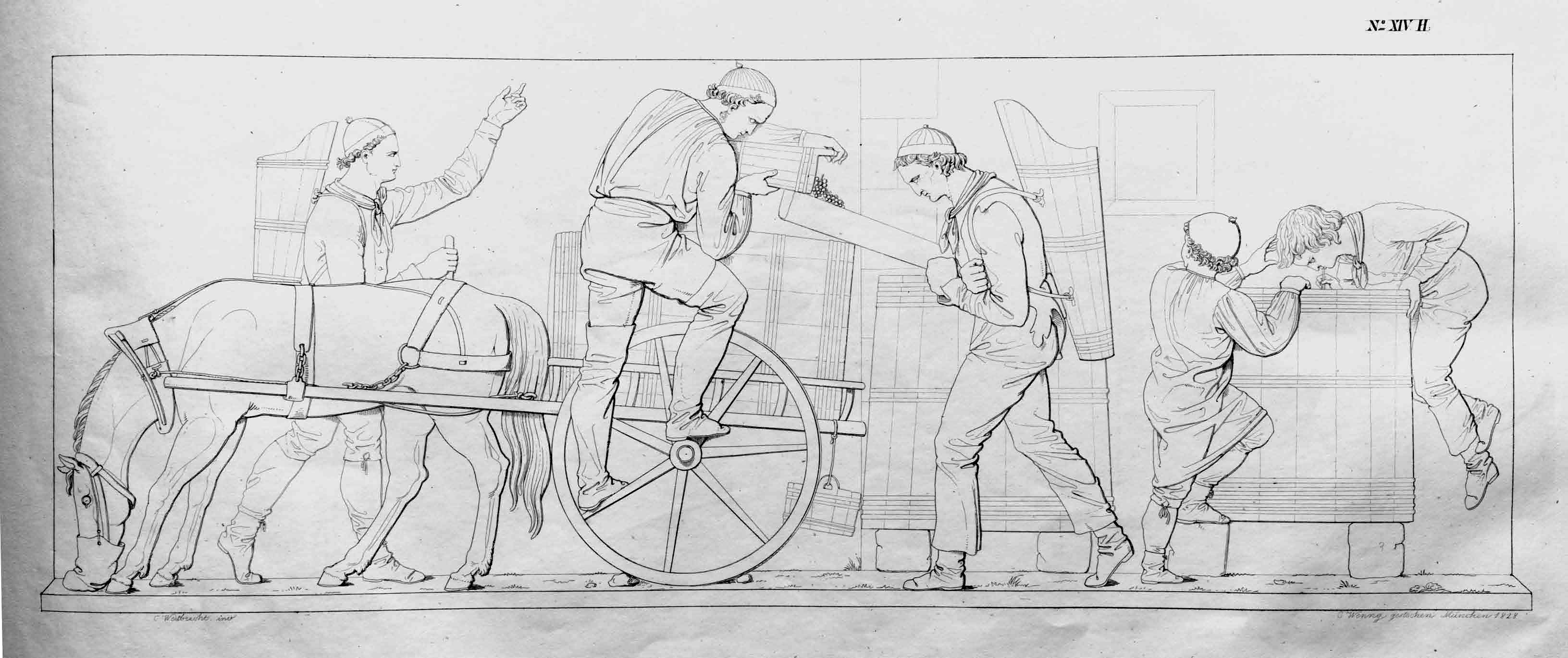
26. Umschütten aus dem Fasswagen in Zuber, Most saugende Buben (H XIV).
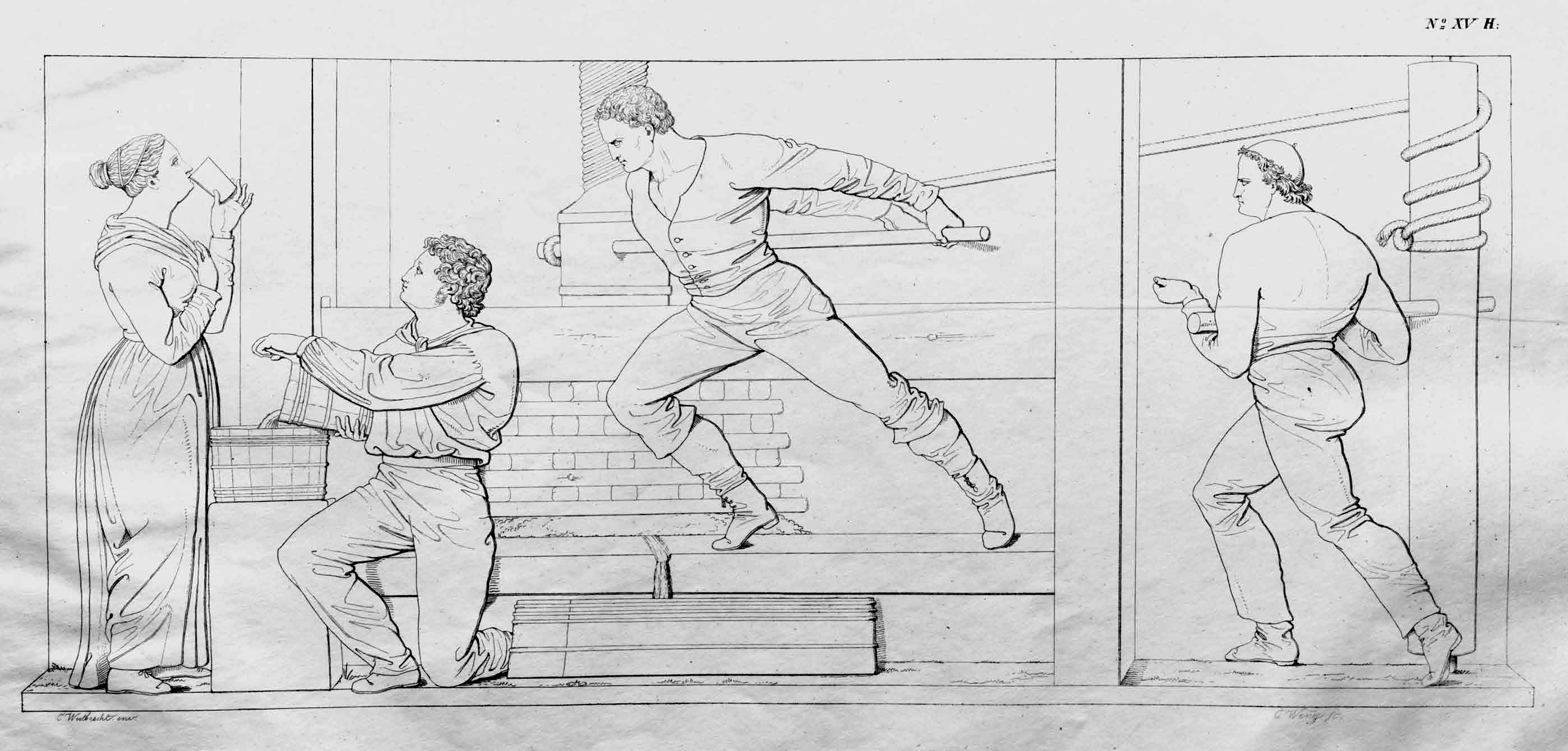
27. In der Kelter, mit Most versuchender Frau (H XV).
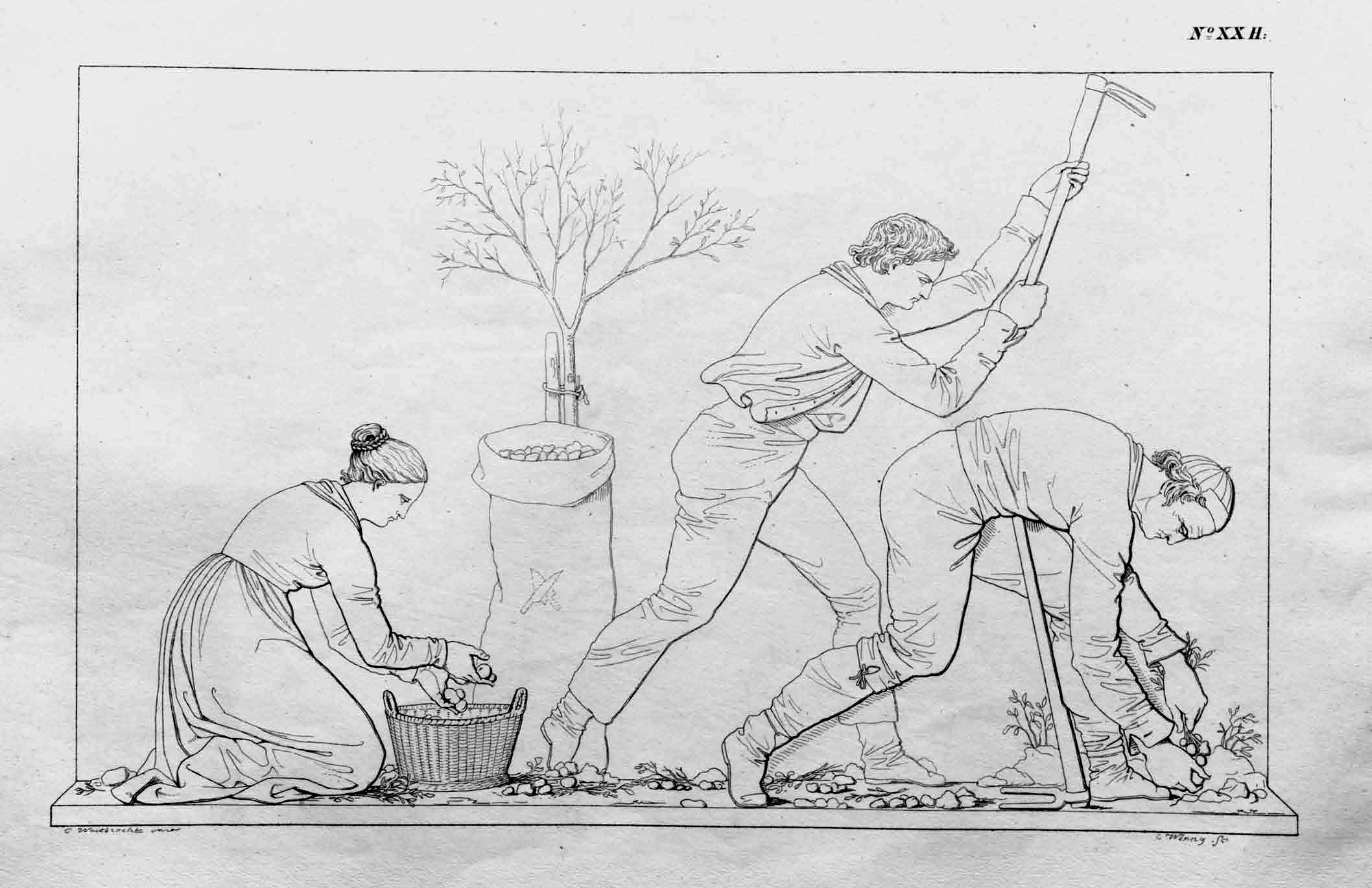
28. Kartoffelernte (H XX).
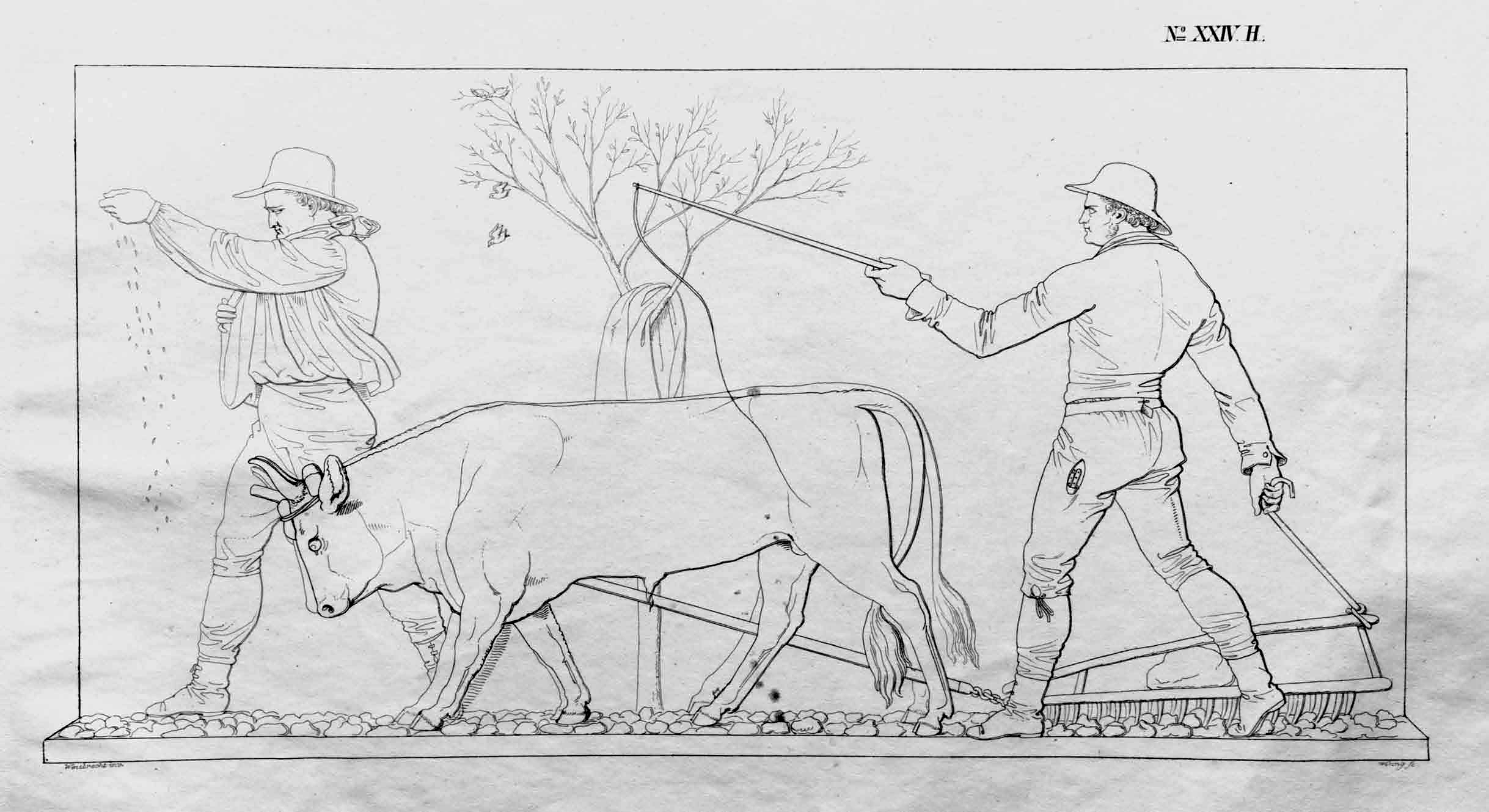
29. Sämann und eggender Bauer mit 2 Ochsen (H XXIV).
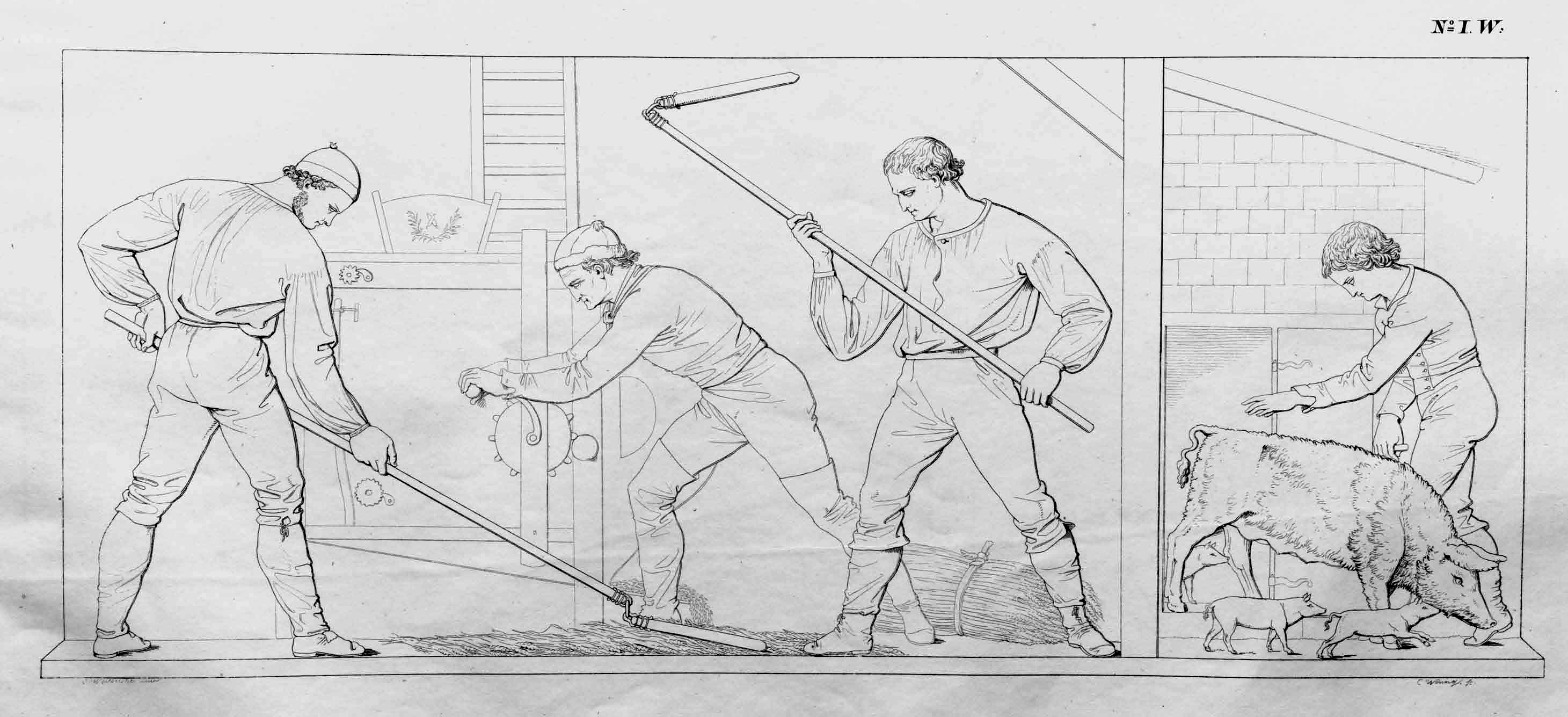
30. Dreschen, Schweinestall (W I).
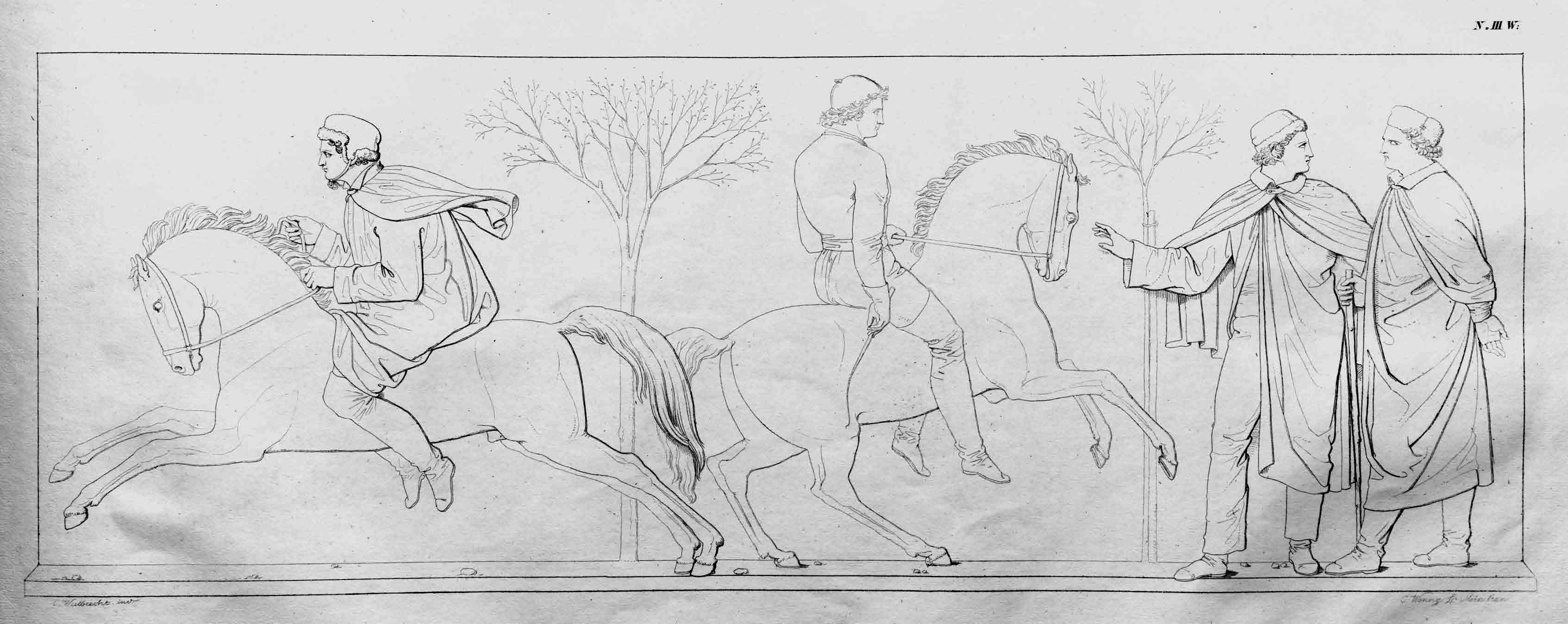
31. Pferdemarkt I, Vorführen der Pferde (W III).
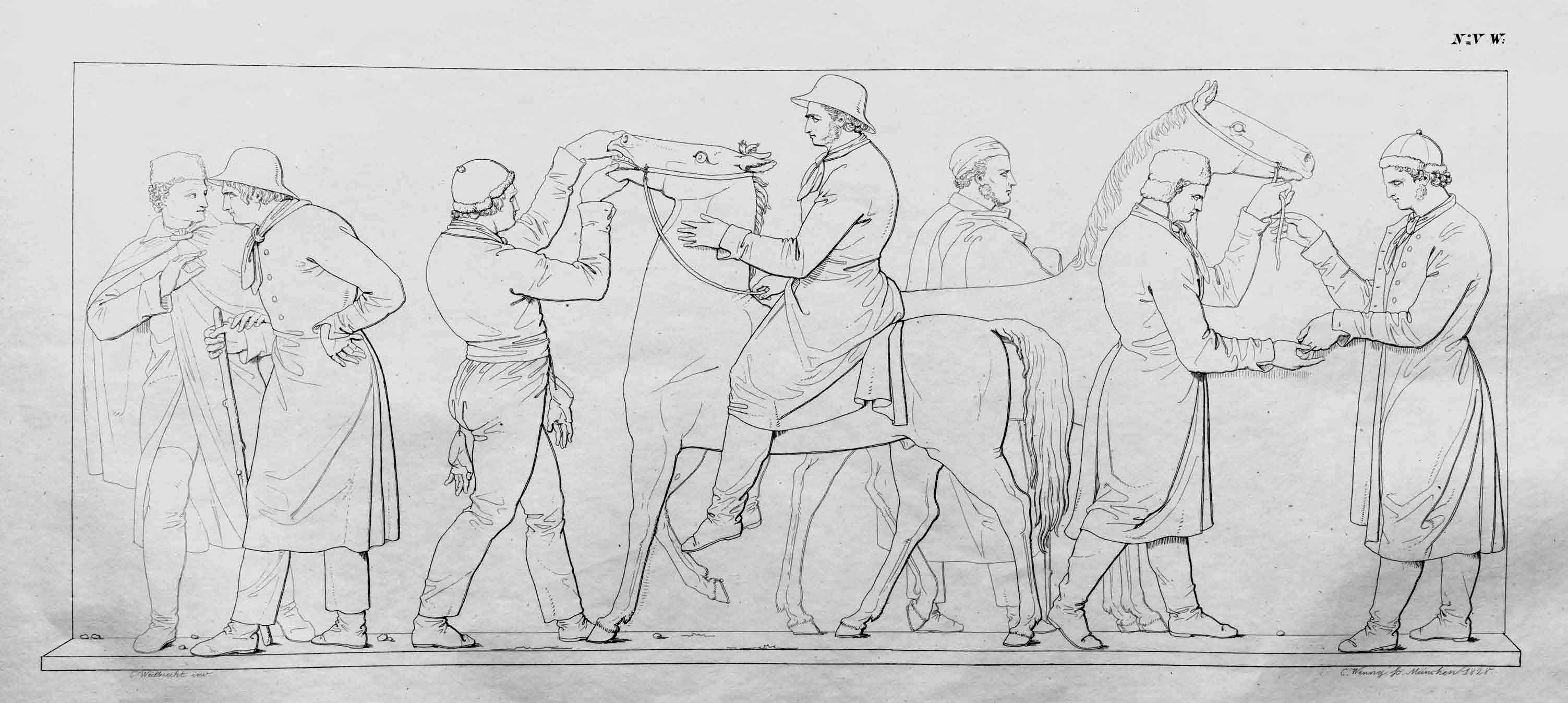
32. Pferdemarkt II, Prüfung und Verkauf eines Pferdes (W V).
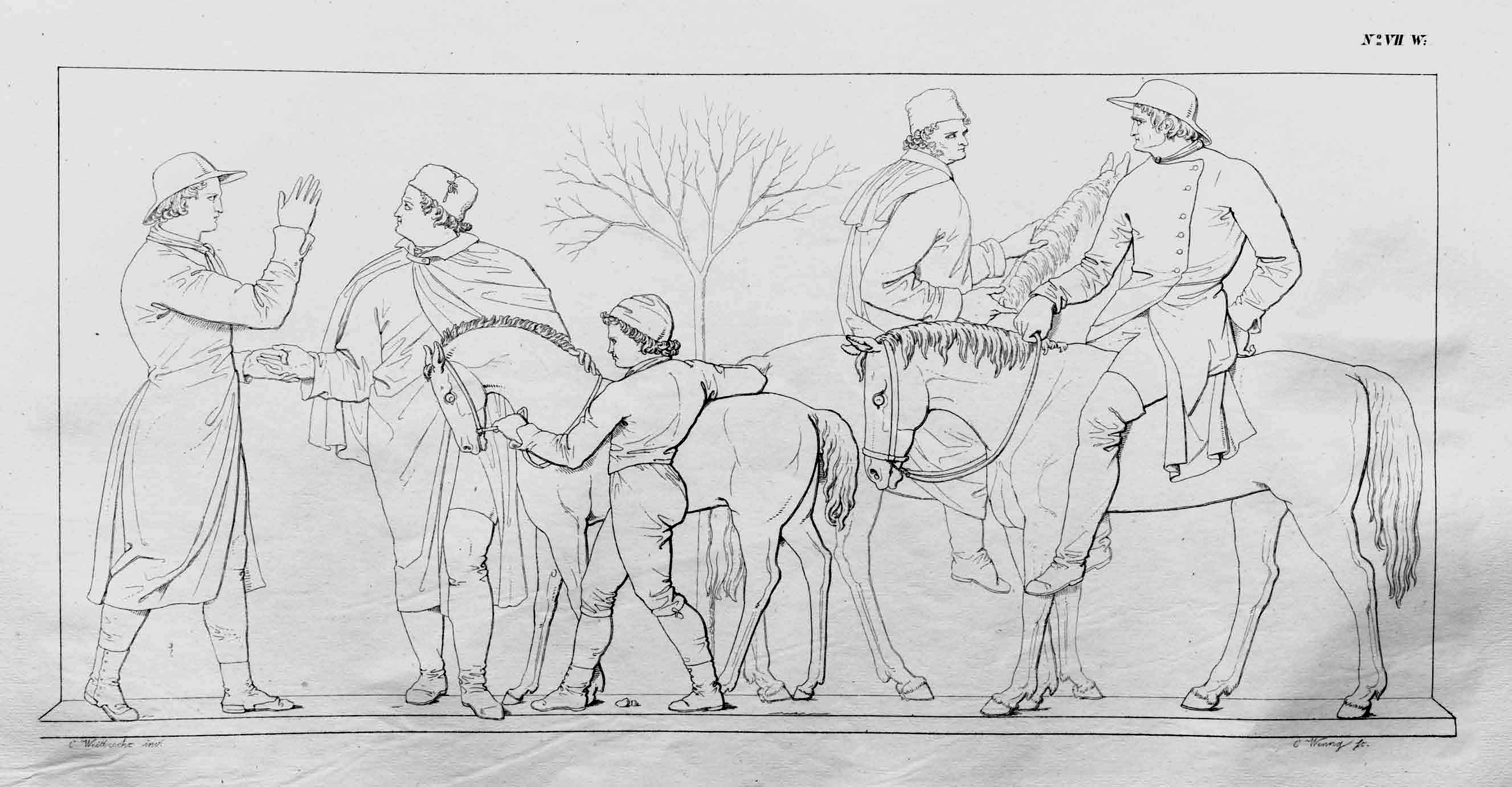
33. Pferdemarkt III, Einschlagen um ein Füllen (W VII).
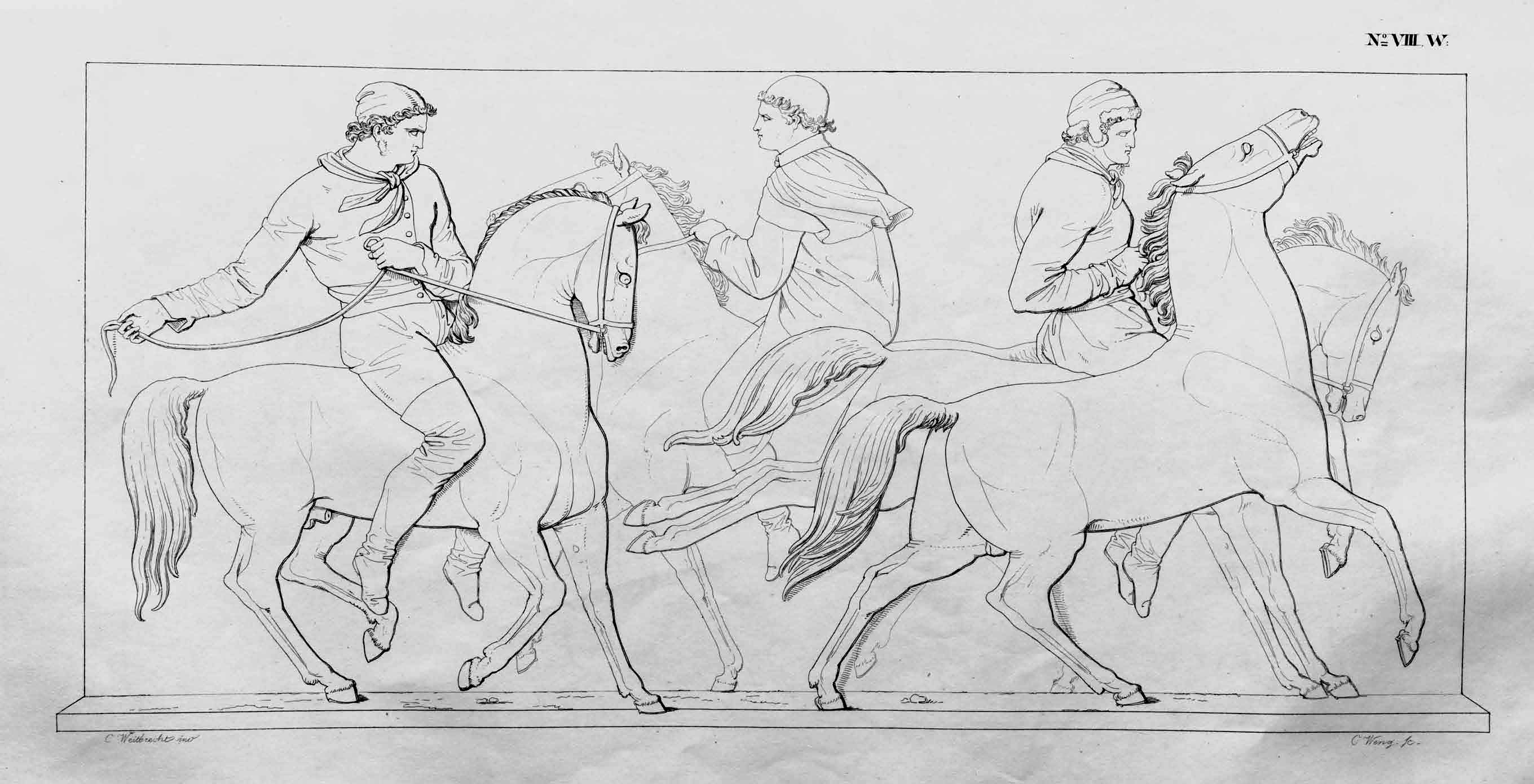
34. Reiter mit ausschlagendem und scheuendem Pferd (W VIII).
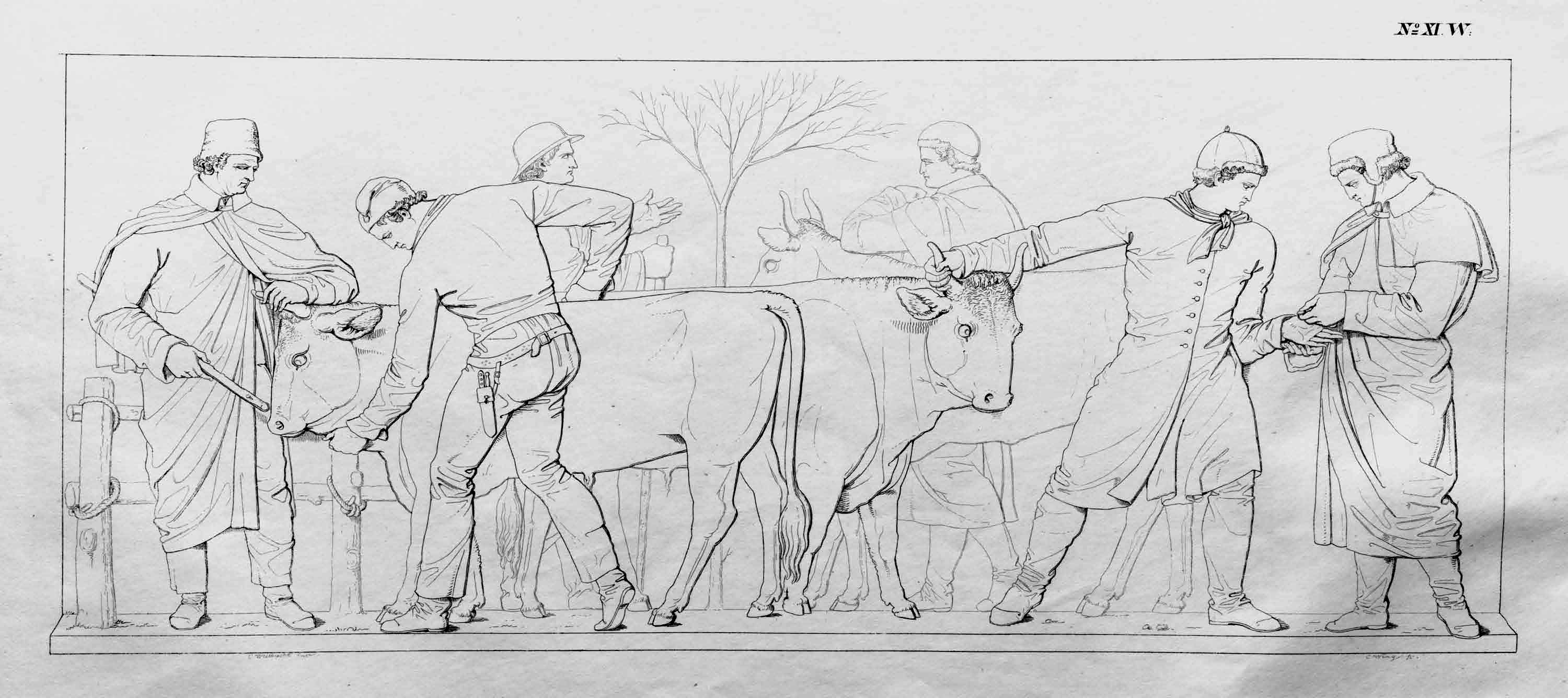
35. Viehmarkt I (W XI).
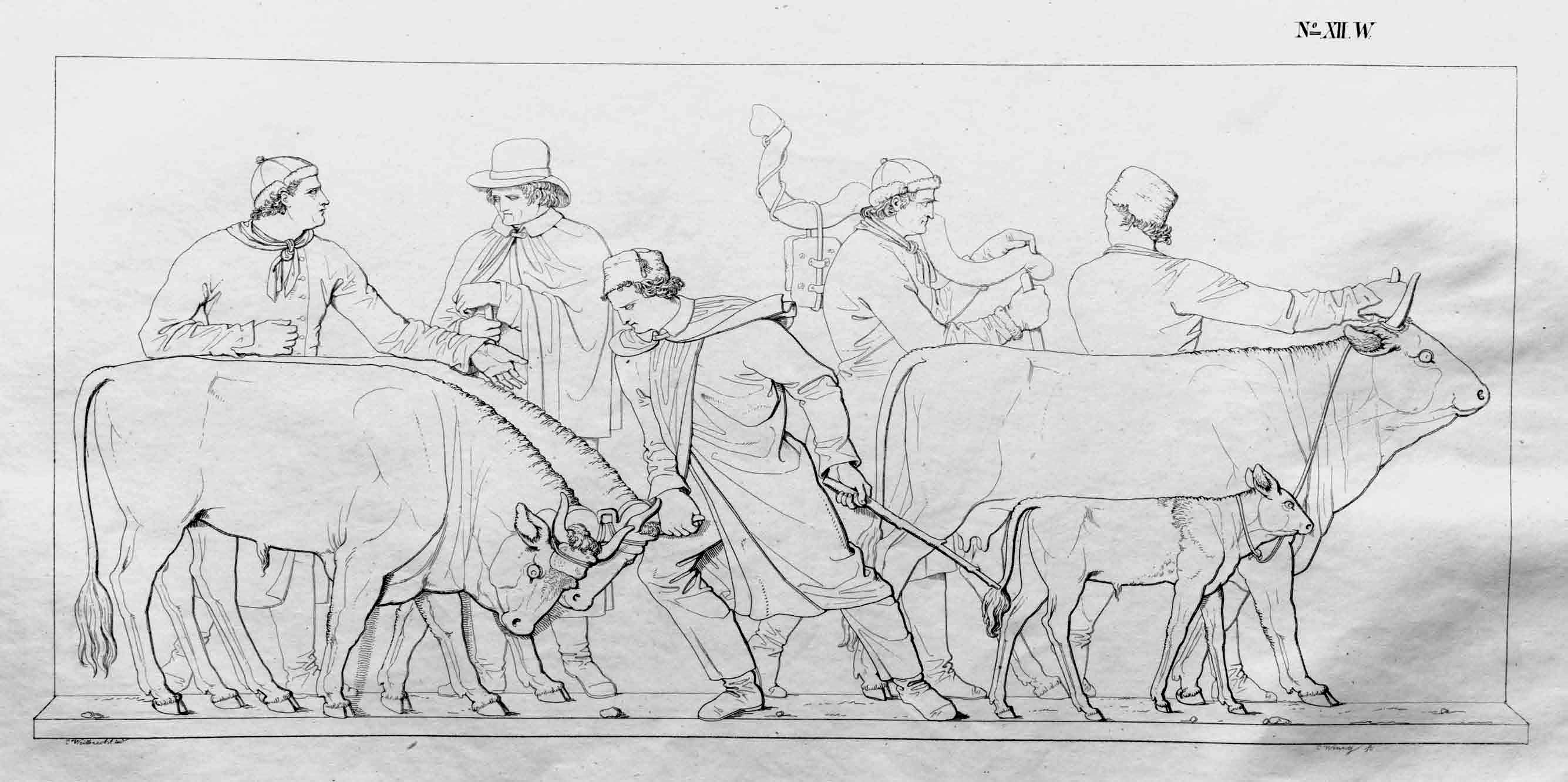
36. Viehmarkt II (W XII).
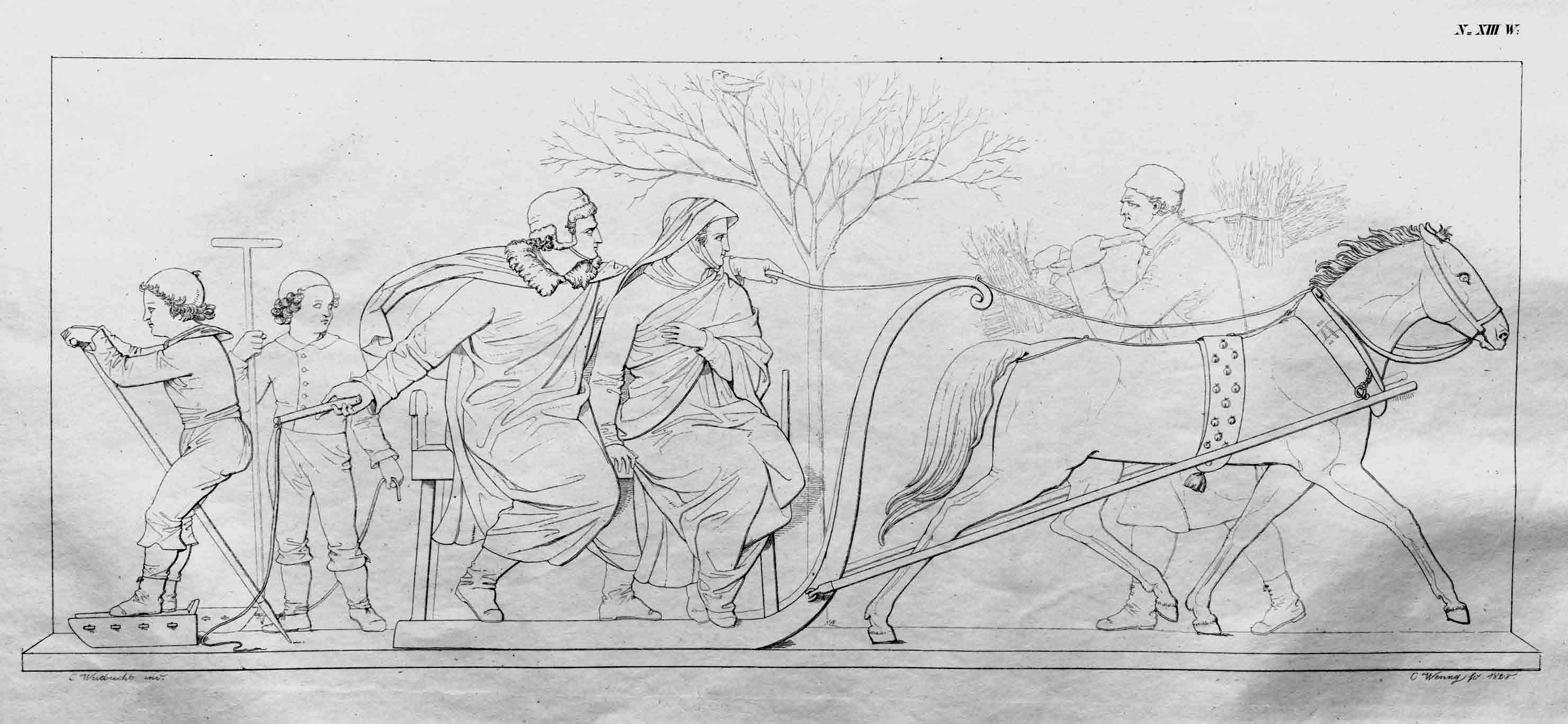
37. Schlittenfahrt und Kinder mit Schlitten (W XIII).
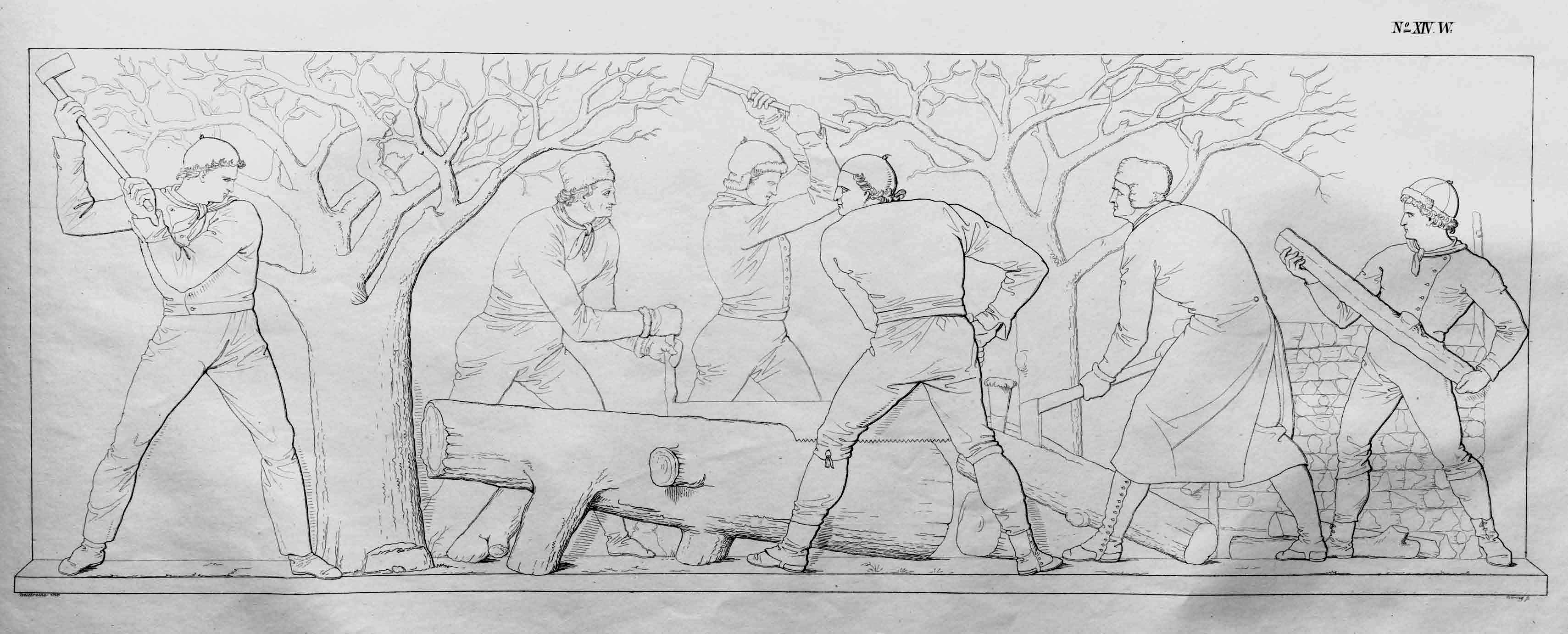
38. Holzfällen (W XIV).

## Geschichte

### Conrad Weitbrecht
Der 1796 geborene Conrad Weitbrecht besuchte als Jugendlicher ab 1813 zwei Jahre lang die Privatschule des berühmten Stuttgarter Bildhauers Johann Heinrich Dannecker und anschließend die Akademien in Mailand und Florenz. Von 1818 bis 1823 war er als Graveur in der Silberwarenfabrik Peter Bruckmann & Söhne in Heilbronn angestellt. Schon während seiner Lehrzeit an den Akademien hatte das „Dreschen auf mythologischem Boden“ der klassizistischen Modeströmung Weitbrechts Missfallen erregt. In Heilbronn fand er reichlichen Stoff aus dem volkstümlichen Leben, das er nunmehr zum Thema seines freien künstlerischen Schaffens machte. In den Jahren 1818–1822 zeichnete er einen Jahreszeitenzyklus, auf dessen Grundlage später der Vierjahreszeitenfries und der Grafikzyklus entstanden.
Ab 1824 arbeitete Weitbrecht als Zeichner, Modelleur und Ziseleur in den königlichen Hüttenwerken in Wasseralfingen. Schon ein Jahr später, im Jahr 1825 wurde er von König Wilhelm auf Grund seiner hervorragenden Leistungen zum Inspektor ernannt. Auch für seine Arbeit in der Eisengießerei verwendete Weitbrecht häufig Genremotive, deren Akteure zwar klassisch anmutende Putten und Genien waren, die der mythologisch nicht Geschulte aber auch einfach als „liebreizende Kinderfiguren“ und Engelchen ansehen konnte.

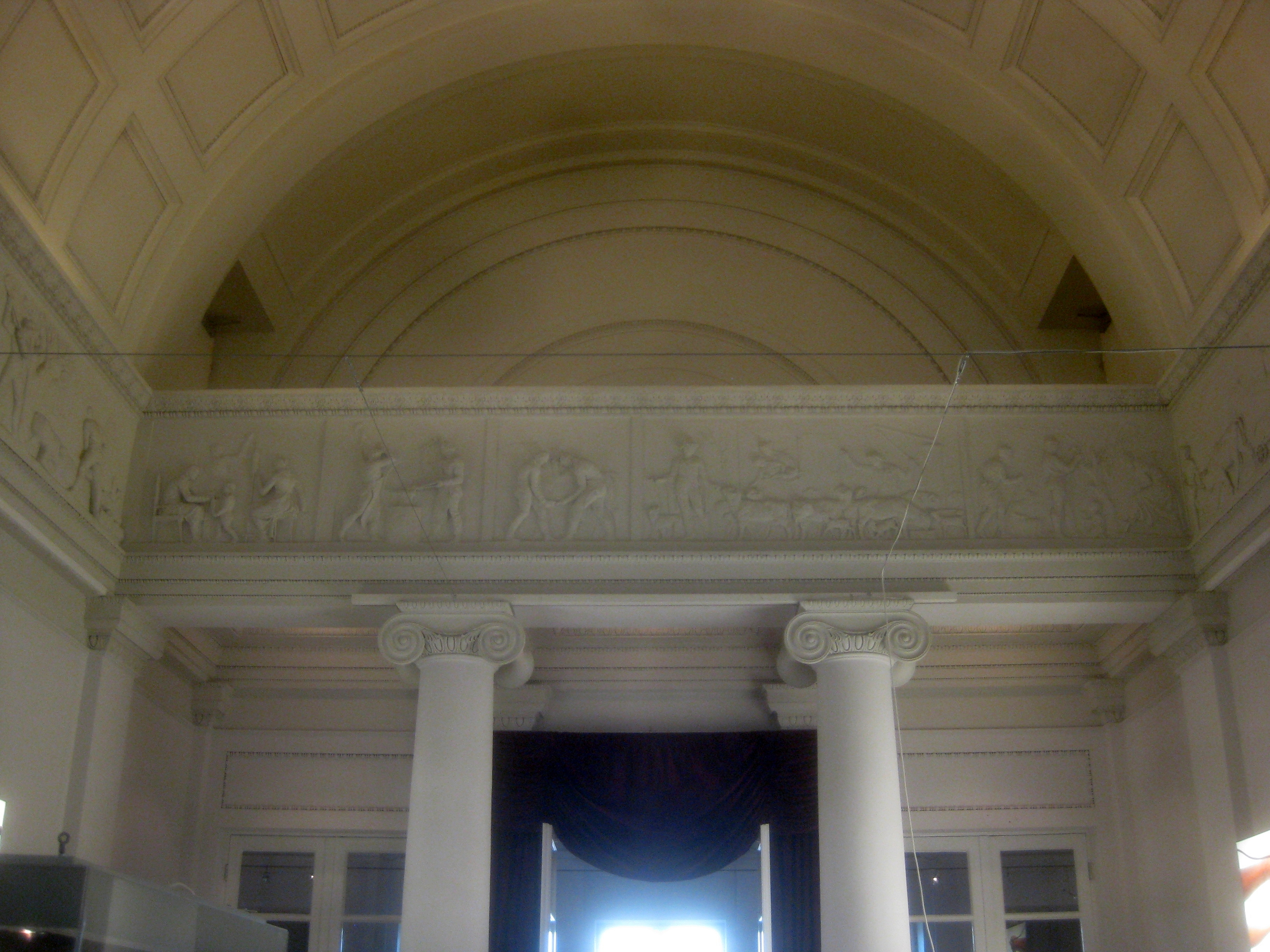
Vierjahreszeitenfries gegenüber dem ehemaligen Speisesaal.

### Fries
König Wilhelm, der „König der Landwirte“ und Pferdeliebhaber, war von Weitbrechts 1818–1822 entstandenem Jahreszeitenzyklus begeistert und fand, dass sich die Zeichnungen bestens als Vorlage für einen Fries an seinem im Bau befindliches „Landhaus“ Rosenstein eignen würden. Die Genreszenen des Frieses passten zudem gut zu den 16 Rundmedaillons mit Genienfiguren von Theodor Wagner, die paarweise über den acht Nebenportiken am Attikafries angebracht wurden. König Wilhelm erteilte Weitbrecht Ende 1825 den Auftrag zur Ausführung des Frieses. Dieser begann im April 1826 mit dem Modellieren, das er allein durchführte, und ab September mit dem Abformen der Tonmodelle und dem Ausgießen in Gips, wobei ihm ein tüchtiger Gehilfe zur Seite stand. Der Transport der schwergewichtigen Friesplatten von Wasseralfingen nach Stuttgart zog sich ein Jahr lang hin, so dass die Platten erst im November 1827 in Stuttgart bereitstanden. Im Mai 1828 konnte Weitbrecht dem König die Erfüllung seines Auftrages und damit die Einhaltung der gesetzten Zweijahresfrist melden. König Wilhelm war mit Weitbrechts Arbeit hochzufrieden. Als Belohnung gewährte er ihm zur weiteren Ausbildung in Italien ein Jahr Urlaub unter Beibehaltung seiner Bezüge  und mit einer Zulage von 1000 Gulden.
Im Zweiten Weltkrieg wurden 1944 große Teile von Schloss Rosenstein zerstört. Die Säulenhalle blieb erhalten, und der Vierjahreszeitenfries war nur wenig beschädigt. Bis zu seiner Restaurierung 1956/1957 nahm er jedoch weiteren Schaden, wurde dann aber von dem Stuttgarter Bildhauer Julius Frick (1884–1964) sachgerecht wiederhergestellt. 1963 mussten an dem Fries blumenkohlartige Ausblühungen des zeitbedingt mangelhaften Gipses beseitigt werden. Heute ist der Fries ein Glanzstück von Schloss Rosenstein, das im Übrigen den größten Teil seiner künstlerischen Innenausstattung im Zweiten Weltkrieg verlor. Zu bemängeln ist wie schon im 19. Jahrhundert die schlechte Beleuchtung des Frieses, so dass die Reliefs auf Grund der Stumpfheit des Gipses ihre Wirkung nicht voll entfalten können.

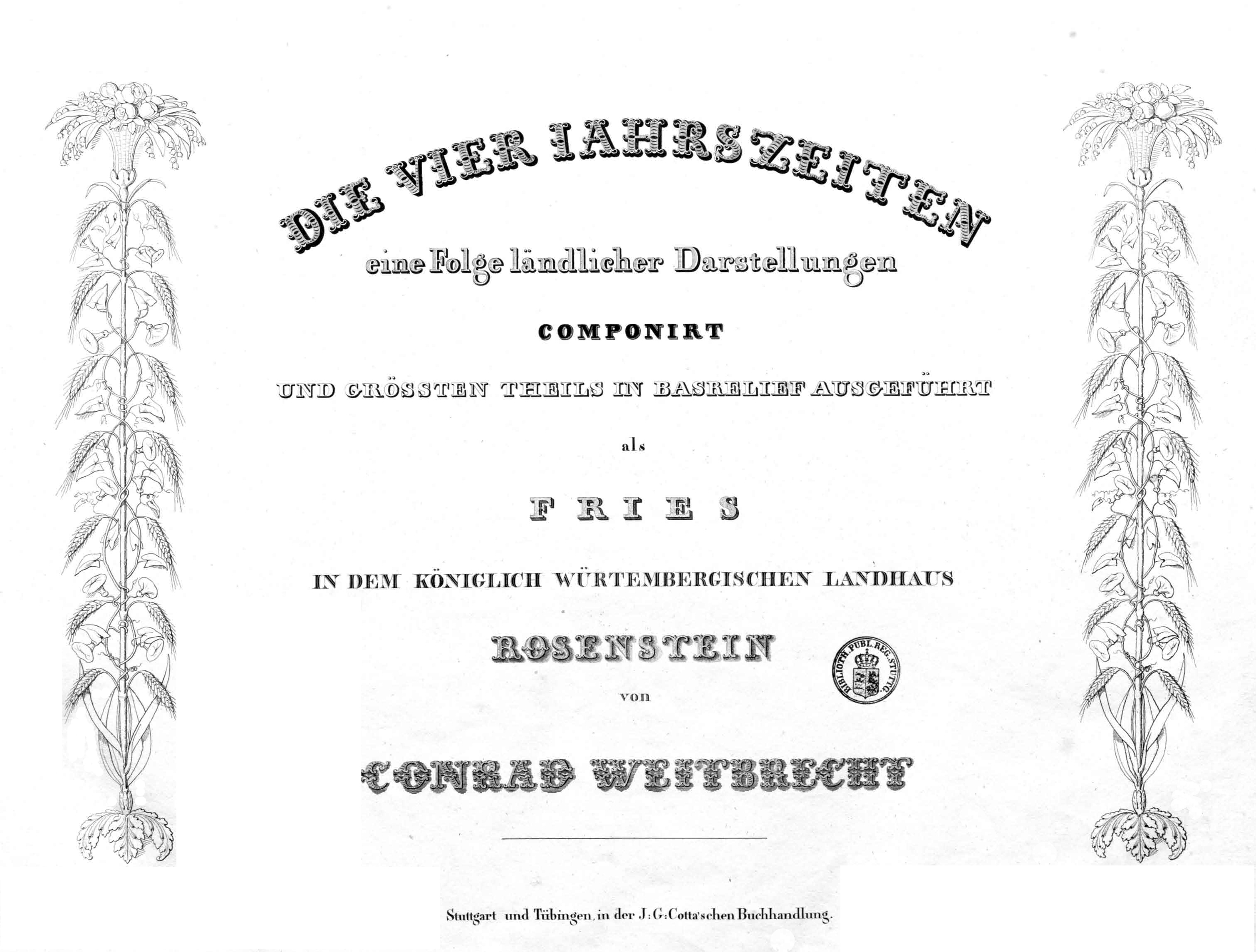
Titelblatt der Buchausgabe des Grafikzyklus

### Grafikzyklus
Gleichzeitig mit den Entwürfen für den Fries schuf Weitbrecht Zeichnungen für einen Jahreszeitenzyklus, der fast doppelt so viel Blätter (70) wie Friesszenen (38) enthielt. Dabei griff er wie auch bei den Friesentwürfen auf seinen Jahreszeitenzyklus zurück, der bereits 1818–1822 entstanden war. Die Zeichnungen ließ Weitbrecht von Carl Heinrich Wenng lithografieren, der 1816–1827 Professor der Zeichenkunst an der Königlichen Lithographischen Anstalt in Stuttgart war und dann nach München ging. Weitbrecht war mit Wenngs Arbeit sehr zufrieden. Die einzelnen Blätter tragen rechts oben eine Nummer, die aus dem Anfangsbuchstaben der Jahreszeit und einer fortlaufenden römischen Zahl besteht (Beispiel: F VII = Frühling, Lithografie Nr. 7) und sind unten links mit „Weitbrecht inv.“ und rechts mit der des Lithographensignatur „Wenng sc. München 1828“ versehen (statt „sc.“ kann auch „gr.“ oder „gestochen“ stehen).
1829 kamen die ersten beiden Doppelhefte (mit Frühling und Sommer) bei der Cotta’schen Verlagsbuchhandlung in Stuttgart heraus, 1833 die beiden Doppelhefte 3 und 4 (mit Herbst und Winter). Auch eine Mappe mit allen 70 Blättern und einem Titelblatt (siehe Abbildung) wurde herausgegeben und späterhin eine Ausgabe in Buchform als großer Querfolioband, ebenfalls mit Titelblatt. Ein achtseitiges Beiheft diente zur Erklärung der Frühlings- und Sommerszenen, für die beiden übrigen Jahreszeiten fehlt das entsprechende Beiheft.

## Rezeption

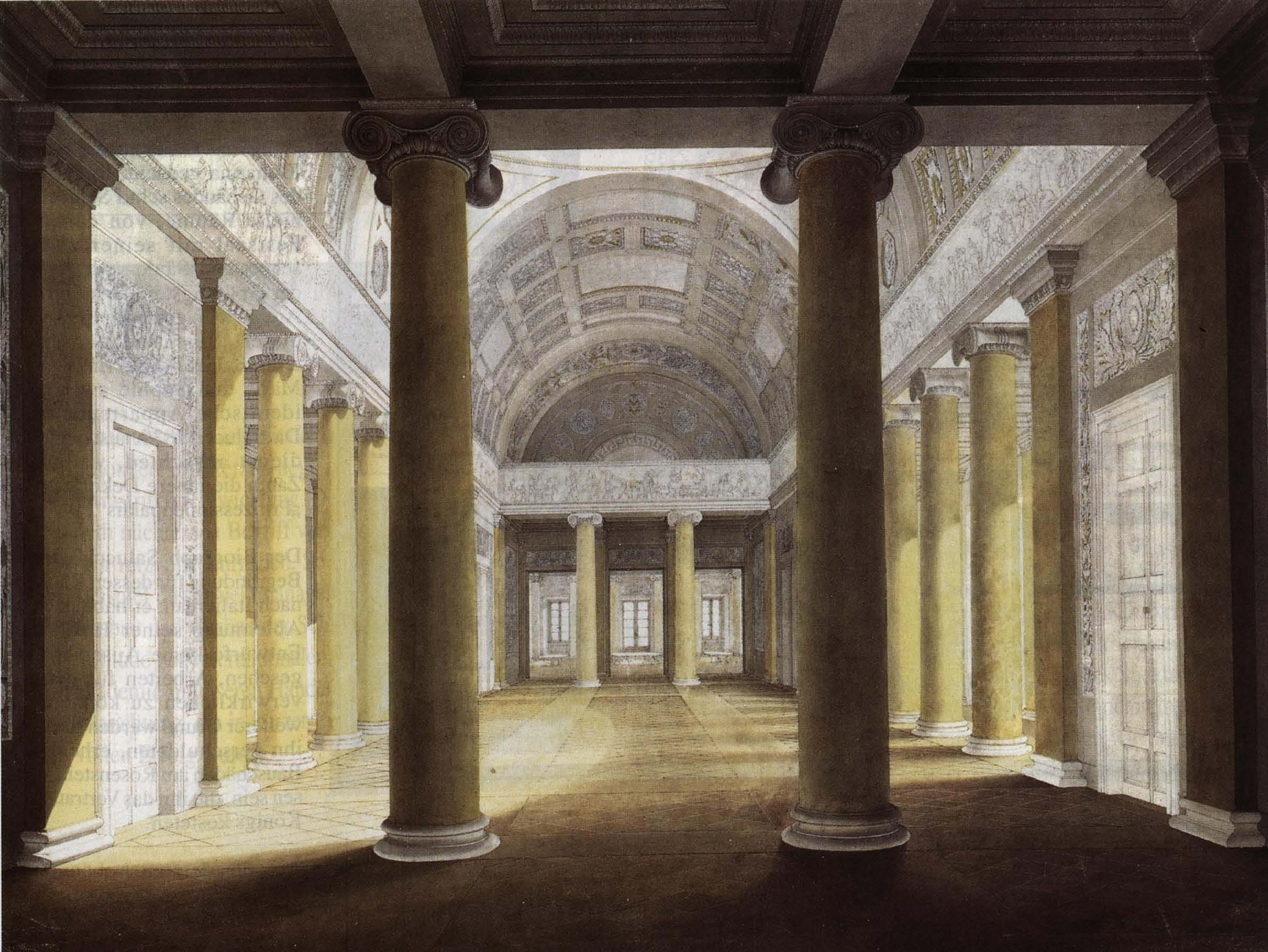
Festsaal von Schloss Rosenstein mit dem Vierjahreszeitenfries, um 1821

Der bedeutende Gemäldesammler und Kunsthistoriker Sulpiz Boisserée, der 1819–1827 in Stuttgart lebte und dort seine berühmte altdeutsche Gemäldesammlung ausstellte, hatte im Frühjahr 1826 die Gelegenheit, den 1818–1822 von Weitbrecht entworfenen Jahreszeitenzyklus in Augenschein zu nehmen, und schrieb begeistert an Goethe:

„Dieser Tage wurde mir durch die Zeichnungen eines jungen Mannes, bei der hiesigländischen Eisengießerei angestellt, Weitbrecht genannt, eine gar große Freude zu Theil. Dieser junge Mann hat aus eigener Lust die Geschichte der Jahreszeiten in einer sehr mannigfaltig entwickelten Reihe als Basrelief componirt mit so viel Erfindung, Naivetät, Lebendigkeit, Anmuth und Reinheit, wie ich von neuerer Kunst kaum etwas gesehen. Auch hat dieß schöne Talent einen glücklichen Moment getroffen; da die Zeichnung jedermann gefallen, so läßt der König sie in dem großen Saal seines Lustschlosses Rosenstein in Gyps ausführen.“

Nach der Fertigstellung des Frieses veröffentlichte 1830 der württembergische Pfarrer und Kunstkritiker Karl Grüneisen im Kunstblatt des Morgenblatts für gebildete Stände eine ausführliche Beschreibung, in der er den antiken Geist des Werks und die getreue Darstellung des Landlebens hervorhob:

„Sie [Weitbrechts Arbeit] ist ganz eigentümlich, ein treues Bild ländlicher Gegenwart. Sie nähert sich in der äußern Form dem Antiken nur zufällig, soferne in beiden jede Erscheinung eine schöne und harmonische Gestalt gewinnt, und soferne die erlaubte Veredlung des modernen Costumes unwillkürlich zur Aehnlichkeit mit den Darstellungen griechischer und römischer Skulptur hinleitet. … Weitbrecht hat im antiken Geiste, in lebendiger Auffassung des erscheinenden Lebens ein nationales Werk geliefert, in welchem sich der regsame Fleiß, die kräftige Treuherzigkeit und joviale Weise der Württemberger abspiegelt.“

In seiner 1890 erschienenen Geschichte der Deutschen Kunst widmete der einflussreiche Kunsthistoriker Wilhelm Lübke Weitbrechts Hauptwerk eine anerkennende Erwähnung:

„Unter den Schülern Danneckers zeichnete sich Konrad Weitbrecht (1796–1837) aus, der als Modelleur des Hüttenwerkes zu Wasseralfingen sich durch seine trefflichen Arbeiten so hervorthat, daß ihm der Auftrag wurde, das königliche Lustschloß Rosenstein durch einen Fries der vier Jahreszeiten zu schmücken. Hier schilderte er mit liebenswürdig naivem Naturgefühl das schwäbische Landleben in den Verrichtungen der verschiedenen Jahreszeiten mit einer köstlichen Fülle anmuthigster Züge.“

Der Stuttgarter Bibliothekar und Kunstschriftsteller August Wintterlin bemerkte 1896 in einem biographischen Aufsatz über Weitbrecht zum Vierjahreszeitenfries:

„Wer den Fries auf dem Rosenstein gesehen hat, wird gerne zustimmen, wenn wir dieses Werk zu dem Besten seiner Gattung in der modernen Kunst zählen.“

„Da ist vor allem eine so lebendige und sichere Auffassung des Landlebens, wie sie nur ein Künstler haben konnte, der von Kind auf mitten darin und während der Arbeit selbst nicht ferne davon stand.“

„Was er von keinem seiner Lehrer hatte lernen können, das Geheimnis der Frieskomposition, entnahm der junge Künstler dem besten Vorbilde, das damals vorhanden war, dem Festzug der Panathenäen am Friese des Parthenons zu Athen von Phidias.“

„Von einer reichen Phantasie unterstützt ließ er sich die Teilkomposition, die Gruppierung, ganz besonders angelegen sein. Nahezu sämtliche Scenen an diesem Friese lassen sich als Muster von glücklich gestellten, im Innern harmonisch gegliederten und nach außen wohl verbundenen Gruppen aufführen, deren immer wechselnde Grundformen an sich schon dem Ganzen ein wunderbares Leben verleihen.“

Außer durch sein Hauptwerk, den Vierjahreszeitenfries, blieb Weitbrecht trotz seiner originären Abkehr vom reinen Klassizismus und seiner Hinwendung zu volkstümlichen Genrethemen weitgehend unbekannt. Dies mag auch daran liegen, dass sich Weitbrechts bildhauerisches Werk im Wesentlichen auf den Rosensteinfries beschränkte, während andere Zyklen nur gezeichnet vorliegen und nicht bildhauerisch ausgeführt wurden. August Wintterlin meint, der Fries hätte größere Aufmerksamkeit auf sich gezogen und eine glanzvollere Wirkung entfaltet, wenn er statt in stumpfem Gips in edlem Marmor ausgeführt worden wäre. Auch das umfangreiche zeichnerische Werk scheint nicht allzu sehr zu Weitbrechts Bekanntheit beigetragen zu haben. Wahrscheinlich wäre ihm als Maler oder mit einem größeren bildhauerischen Œuvre ein anderes Schicksal beschieden gewesen.